# 牛津耶穌學院教樓
51°45′12.32″N 1°15′25.09″W / 51.7534222°N 1.2569694°W

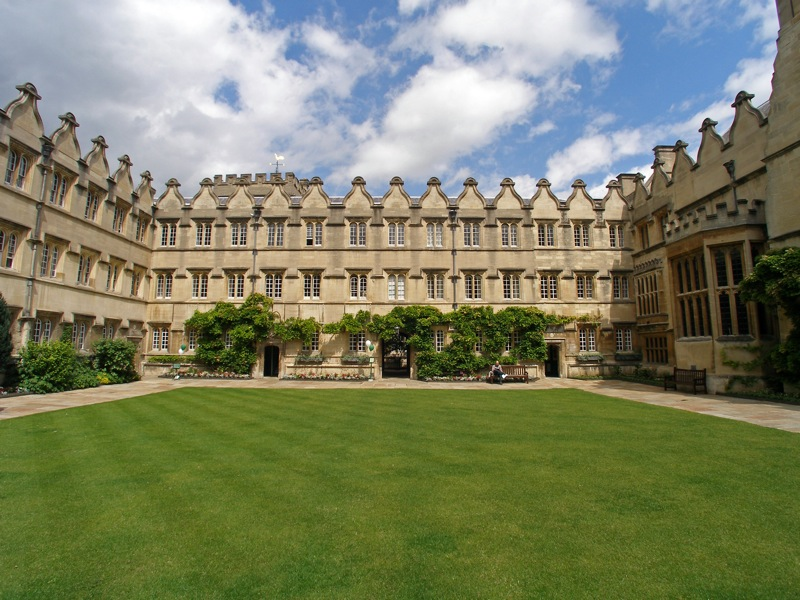
第二方庭是约1640年到约1712年建造的，右侧可以看到礼堂的凸窗

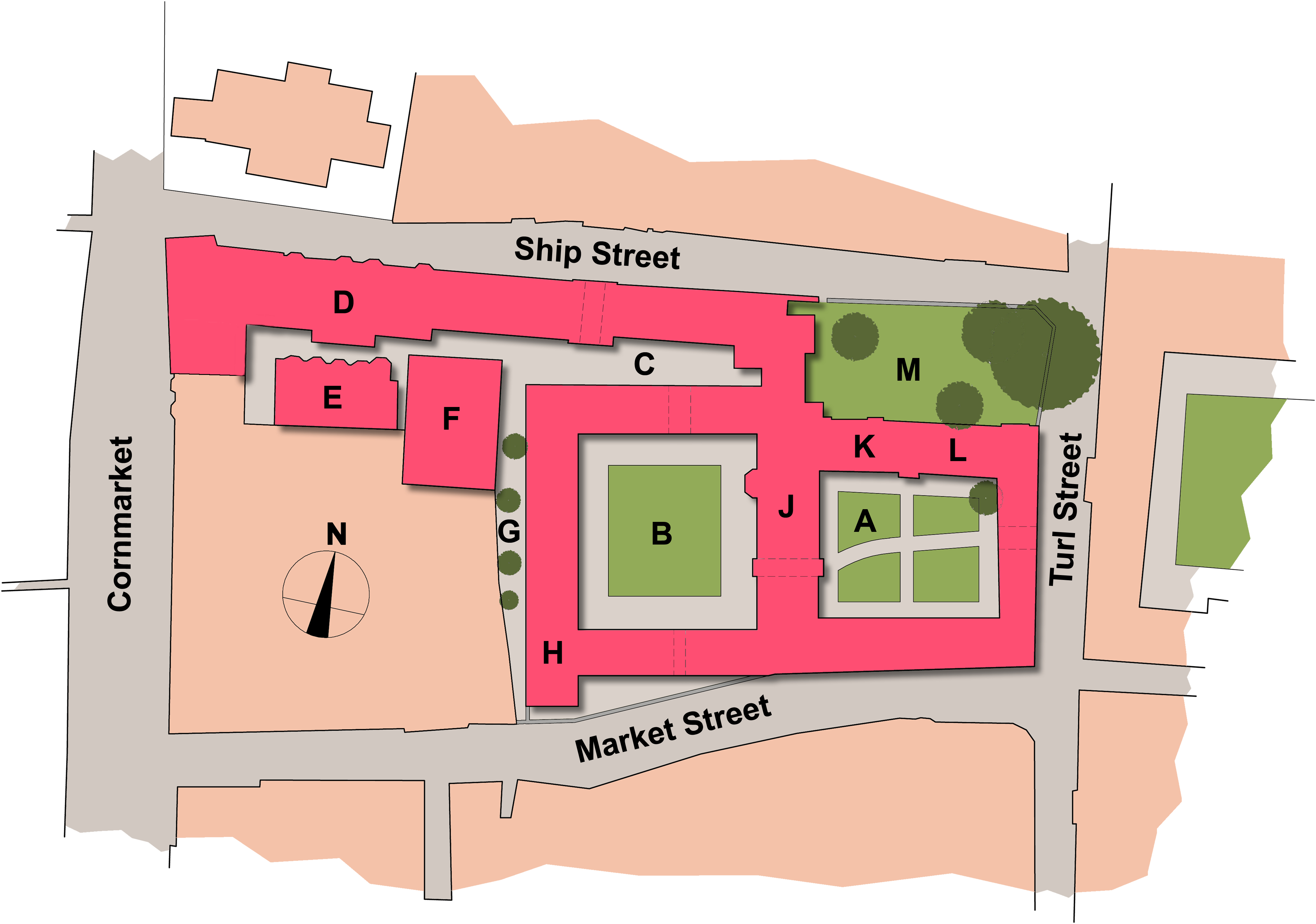
牛津耶穌學院教樓的平面图：A：第一方庭，B：第二方庭，C：第三方庭，D：低年级学生活动室，E：哈巴谷楼，F：老学员楼，G：院士花园，H：院士图书馆，J：礼堂，K：院长宿舍，L：小教堂，M：院长花园

牛津耶穌學院教樓是英国牛津大学耶稣学院的主楼，位于牛津市中心。牛津大学耶稣学院是1571年威尔斯教士休·普莱斯向女王伊麗莎白一世请求建立的。在它的成立公文里伊丽莎白一世把当时学生数量已经在不断减少的白厅学院的地和建筑交给了新建的耶稣学院。普莱斯在原来白厅学院的基础上建造了新建筑，1574年他死后学院教楼依然不断扩展。学院的第一方庭于1621年和1630年完工，它包括礼堂、小教堂和院长宿舍。1630年代里第二方庭开始建造，但是英国内战中断了它的建筑，这座方庭一直到1712年左右才完工。20世纪里又建造了第三方庭，其中包括科学实验室（目前关闭）、本科生图书馆和其它学生宿舍以及院士宿舍。除了这个主建筑外耶稣学院在牛津市的东部和北部还有学生宿舍和一座体育场。
小教堂是1621年正式启用的，1636年扩建。1864年对它进行了一次巨大的改建。对这次改建的评论不一，有支持者也有批评者。1921年至1925年任院长的哈迪称这次改建为“计划错误”。1741年礼堂原来的锤梁屋顶被掩盖在一层石膏天花板后面，两者之间开辟了新的房间。院长宿舍是第一方庭最后建成的部分，其中有17世纪初的木制镶板。第二方庭的院士图书馆是1679年建成的，里面藏1.1万本古籍。2007年学院花70万英镑对它进行修复。2002年在第三方庭里设置了一座新的低年级学生活动室，它比过去的活动室大一倍。2010年在学院对面设置了新的学生宿舍和教室。
牛津耶穌學院教樓的11个组成部分被列入登錄建築，其中包括第一和第二方庭的所有四个边。11个部分被列入最高的一级保护列表，其中包括小教堂、礼堂和院长宿舍，这些建筑部分拥有极高的价值。另外两个建筑部分被列为二级保护建筑，其中包括一堵外墙和一座20世纪早期为第三方庭建造的附加建筑。这些建筑部分拥有国家级重要性和价值。建筑历史学家尼古拉斯·佩夫斯纳称第一方庭“小巧玲珑”，称小教堂祭坛后面的祭壇畫“极其可爱”；但是他批评1971年开放的第三方庭里的老成员楼，称它为“做作和时髦设计”。历史学家约翰·朱利叶斯·诺里奇称第一方庭“奇异可爱”，第二方庭则“通过不断重复的复古山墙有一种强烈的统一感”。诗人约翰·贝杰曼称第一和第二方庭的清晰设计，加上它们的高度和方庭的大小比例使得“这些在细节上不突出的建筑物成为突出的建筑物”。但是他称20世纪初添加的第三方庭“暗淡”。

## 布局

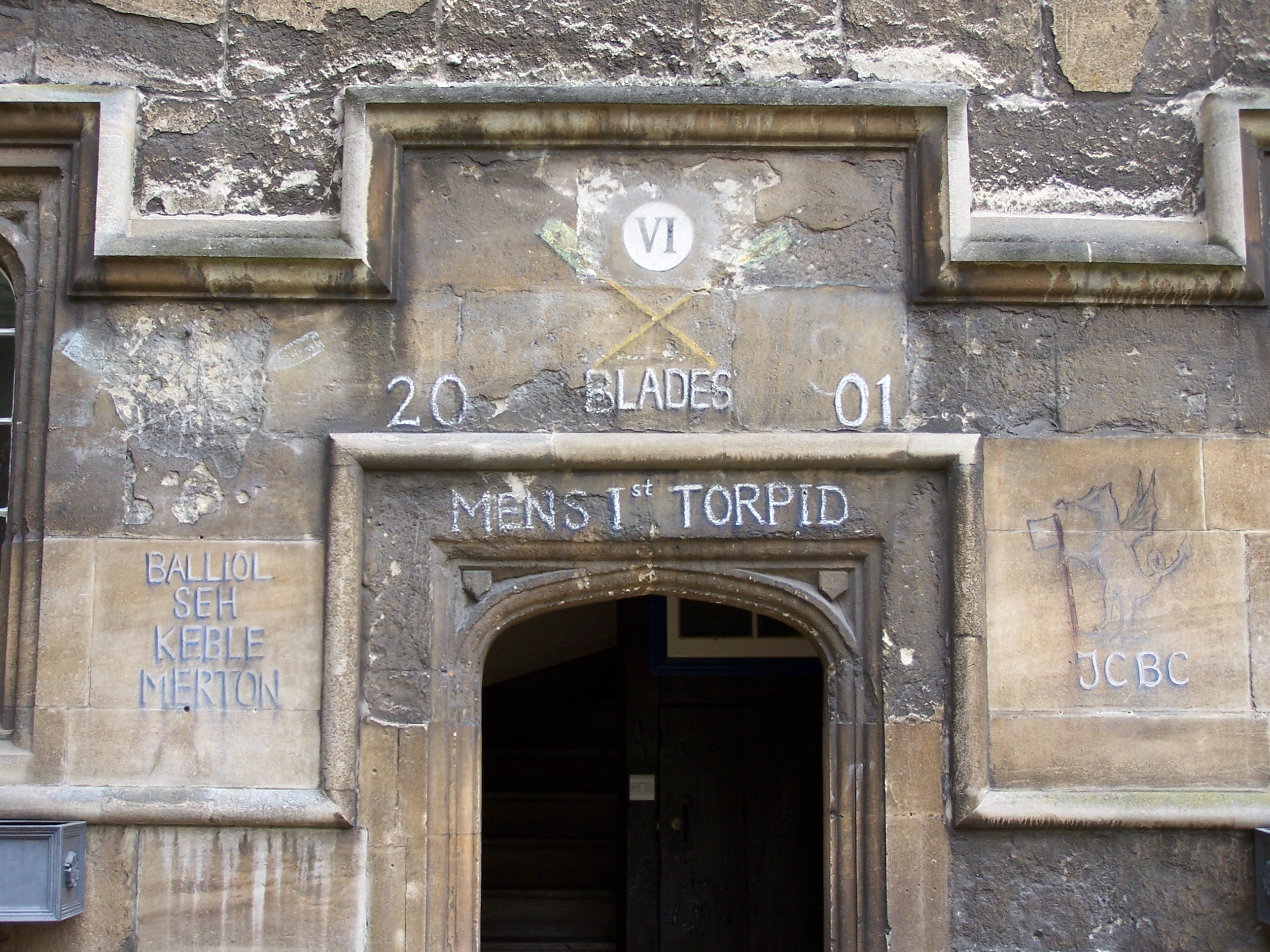
第二方庭第六门洞的入口，入口的涂鸦庆祝学院的划桨俱乐部在学院际比赛中获胜

在主场地牛津耶穌學院的教楼由三个方庭组成，第一方庭是学院最古老的建筑，第三方庭是最新的。像牛津大学的其它许多学院一样老建筑通过一些列门洞和里面的楼梯到达方庭里的房间，房间不是通过水平的走廊相连。这些门洞用数字排行：第一方庭的门洞是1到5，第二方庭的门洞是6到13，第三方庭的门洞是14到21。1878年3号门洞的楼梯被石阶取代，1939年到1971年任学院院士的历史学家贝克称这是一个“不幸的前例”，因为1882年一场火灾后13号门洞修复的时候3号门洞的“丑陋格局”在这里被重复。

## 1571年成立时的建筑物

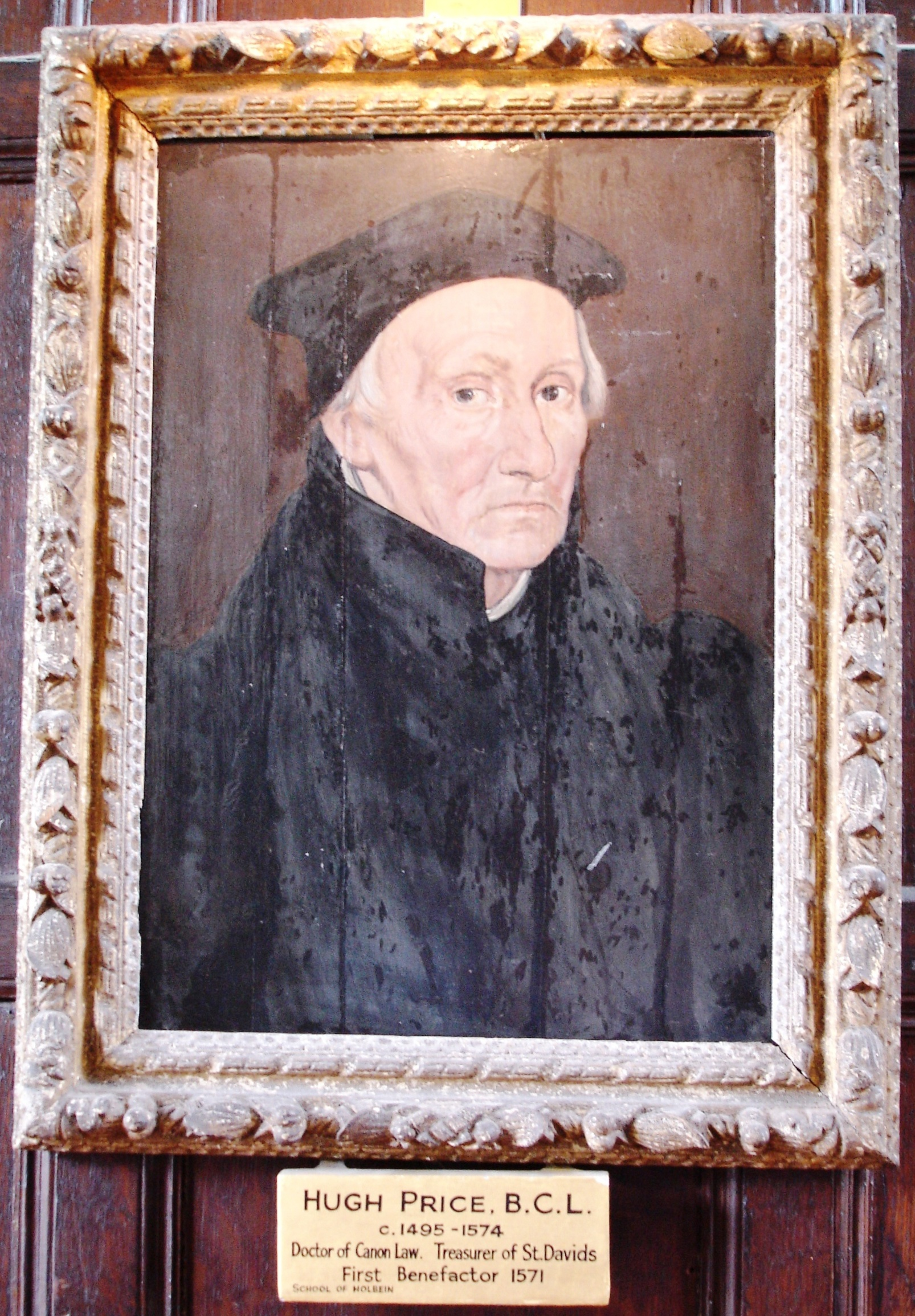
礼堂里学院创办人休·普莱斯的肖像

1571年6月27日英格兰女王伊丽莎白一世在聖戴維斯座堂财政官休·普莱斯的建议下签署了牛津耶穌學院的创办证书。该证书把今天牛津市市场街和船街之间的地授予耶稣学院，这块地今天依然是学院的场地部分。证书还把位于当地牛津大学众多里的白厅的建筑授予学院。当时大学的厅为学生提供住宿和伙食，有时也提供课堂。随着学院制度的普及厅的使用率不断减少，不少厅被学院取代。白厅的历史可以回溯到13世纪，当时他是圣弗里德斯崴德修道院的地产。它被描述为“拥有一扇巨大石门的大厦”。有时它也被称为大白厅。渐渐地白厅把周围的厅吸收了，比如约1450年它吸收了船街上的小白厅。到1571年时白厅实际上已经没有学生使用了，因此普莱斯可以把它的地方变成新学院的院址。耶穌學院为白厅的地向牛津大学基督堂学院付年息，原因是基督堂收购了原修道院的财产，成为该地产的主人。起初年息被定为每年26先令又8便士，但是在1631年前就被降低为8便士。耶穌學院一直到1866年支付这笔年息，1866年它把债还清。基督堂的记录里描述这块地是“从街道延申到核桃树；宽从林荫道到土墙”，记录里没有提到精确的尺寸。
耶穌學院在白厅的周围还购买了其它过去的厅，其中包括属于牛津大学林肯学院的劳伦茨厅。白厅的最后一任厅长詹姆斯·查尔诺克租借劳伦斯厅，但是虽然如此依然无法吸引足够的学生来满足林肯学院的要求，因此他把租借合同转让给从1572年到1586年任耶稣学院院长的格里菲斯·劳埃德，劳埃德在他的遗嘱里把这份租借合同遗赠给耶稣学院。今天耶穌學院的礼堂部分就在原来的劳伦茨厅的地面上，它的大小为29米长，27米宽。

## 第一方庭

### 建造

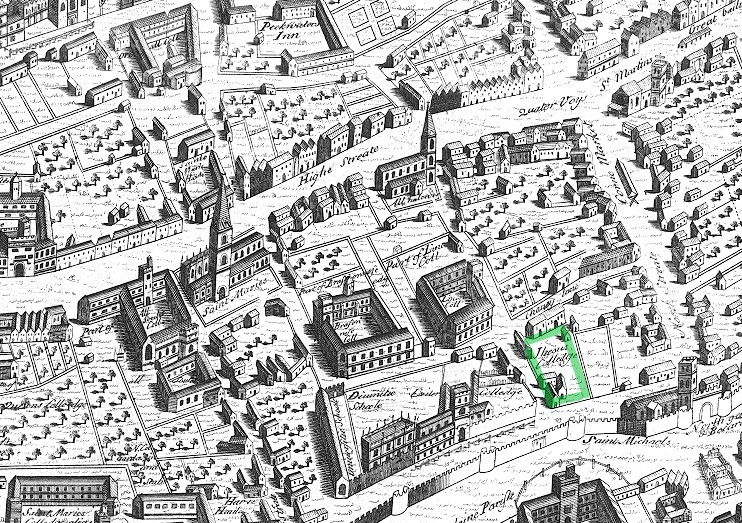
1578年牛津地图的截图（南方在上方），耶稣学院（绿色）就在城墙边

第一方庭比后来建造的第二方庭小，它长28.50米，宽23米。今天围绕第一方庭的建筑物是从1571年到1620年代逐渐建成的。其中院长宿舍是最后建成的。由于新创办的耶穌學院没有此前创办的学院所获得的“大方的捐赠”因此整个建筑过程很慢。在新建筑完工前学生住在白厅的老建筑里。从1571年到他1574年逝世普莱斯一共花费了1500英镑建筑两层楼高的建筑物。这些建筑物沿特尔街（学院的东边）向南到与彻尼道（这是今天的市场街当时的名称）的交叉口，然后向西沿彻尼道延申到白厅的老房子。特尔街和彻尼道转角部分的地一开始是租的，1580年买下。17世纪学院的第一本施主书里记载了一个学院传统：伊丽莎白一世把牛津附近两座山上“所有木头”送给普莱斯建造的房屋。一直到1630年为止耶穌學院的地面上只有“一些小建筑，大多数这些建筑不连在一起，它们之间没有任何像花园之类的设计”。
1578年的一张牛津市的地图里显示当时的建筑情况。在特尔街和船街的转角上有“一群孤立的建筑物”，这是过去的劳伦茨厅。当时在劳伦茨厅与特尔街上的一座建筑之间有一个空缺，今天这个空缺的地方是学院的入口，今天的入口上方有彩色的玻璃窗。当时特尔街上的建筑的北端有一座大窗或者大门。另一座建筑一直延申到原来白厅的建筑群。在普莱斯逝世那年画的牛津市地图上可以看到特尔街的空缺。特尔街北边的建筑估计是在17世纪初结合进方庭的，但是具体时间不明。有些人认为普莱斯就已经建造了第一方庭入口的拱门。总的来说普莱斯建造的建筑物的结构保存至今，但是由于此后数世纪的修改从外部基本上已经看不到了。虽然如此有人认为“它们原本的特性”被保留下来了。

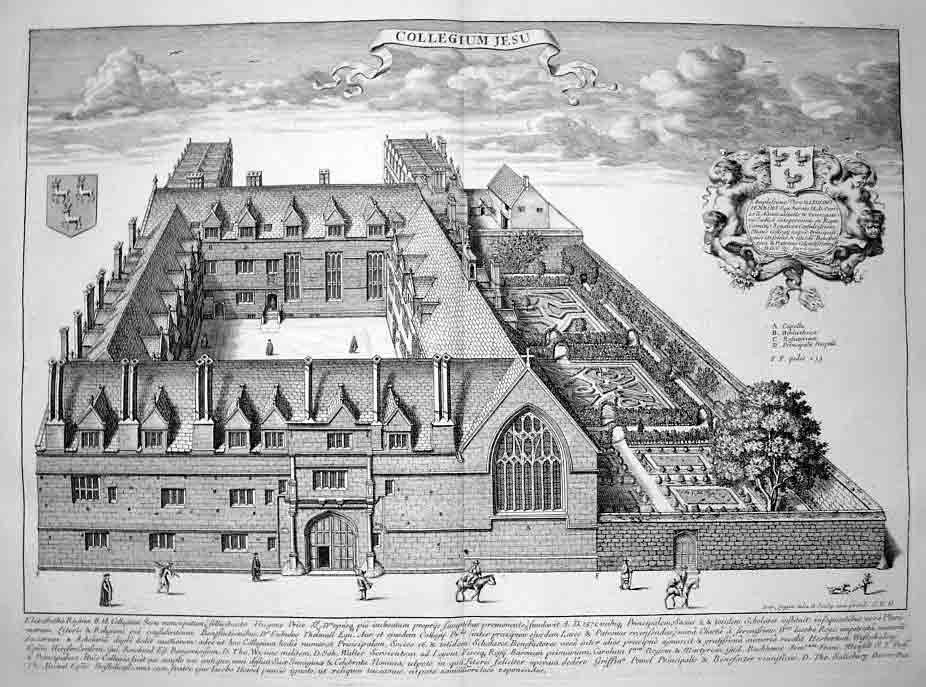
一副1675年的铜板刻显示学院面向特尔街的相貌，小教堂的右侧是院长宿舍的花园

1590年耶稣学院从克塞特学院租借了一些船街西边的地。1613年起在这里开始建造新建筑。1613年院长鲍威尔通过“精心计划的募捐计划”在牛津、伦敦和威尔斯筹集了838英镑12先令2便士的捐款。募捐的对象主要是学院的毕业生。格里菲斯·劳埃德的寡妇安·劳埃德捐了100英镑。威尔斯的教士们共捐78英镑7先令4便士，其中圣阿瑟夫主教捐了66英镑13先令4便士。约1620年原来的白厅建筑被拆除，取而代之的建造了厨房和食堂。在鲍威尔任职时礼堂和小教堂就开工了，但是一直到1620年鲍威尔死后两者才完工。鲍威尔的继任募捐了465英镑15先令6便士，施主包括主事官和倫敦特委法官。这笔钱被用来“完善组成方庭的建筑物和提供图书馆的家具”。到这个时候学院的方庭已经基本上完整，只有小教堂和礼堂之间还有一个空缺，这个空缺由校长自己出钱建造的校长宿舍补偿完整。当时的图书馆（后来被拆除）位于方庭外，宿舍北端的西边。

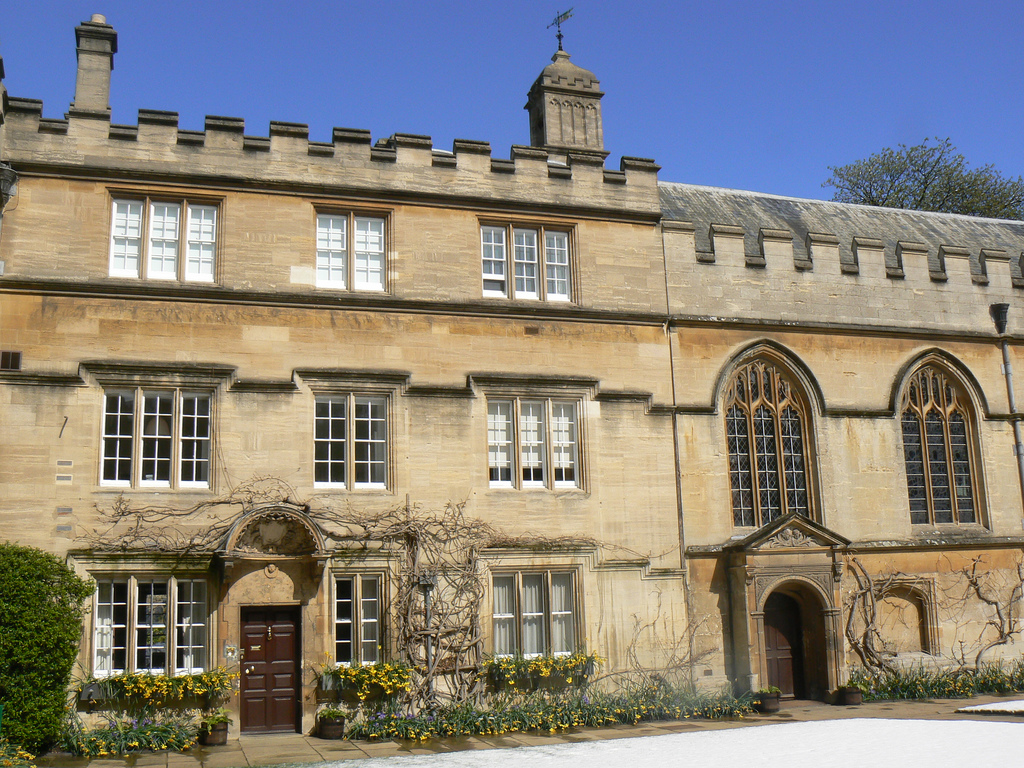
校长宿舍（左，1620年代建成）和小教堂（右，1621年完工），小教堂原来的入口位于今天大门的右侧，已被封闭

校园的墙使用的是当地的石料。17世纪遗留到今天的部分使用的是牛津市附近的一个采石场的石头，这是当时牛津市最常用的建筑材料。历史学家阿克尔写道所有该世纪有记录的牛津建筑物都使用这个石料。第一方庭礼堂的墙上还可以看到这些石料。不幸的是18世纪末发现这种石料风化得很厉害：它们的表明会形成一层硬壳，翘起，断裂，最后脱落。因此许多这些石料后来被其它材料取代。

### 后期更改
1756年托马斯·帕尔多（1727年至1763年任院长）在第一方庭东侧，面向特尔街的一面，继续开工。原来的伊丽莎白式大门被取代，学院的正面改修为帕拉第奧式，原来面向特尔街的山墙被移除，所有楼层的窗被改建为窗扇窗。帕尔多自己为此捐赠了157英镑10先令，不过这笔捐款刚刚够支付石匠的帐（156英镑18先令11便士），其它的帐是别的学院支付的。从1921年到1925年任院长的哈迪在1899年写了一本耶稣学院的历史，他认为这些“完全改动”使得学院“外表不协调”。也有批评说其结果像一座“监狱”。牛津大学诗歌教授托马斯·沃尔顿则认为改建的规模还不够大。1766年他给《杰克逊牛津杂志》写了一封信描述当时牛津的建筑物。他把帕尔多对耶稣学院的更改加入他的改进列表中，但是建议把小教堂的窗改为另一个式样:

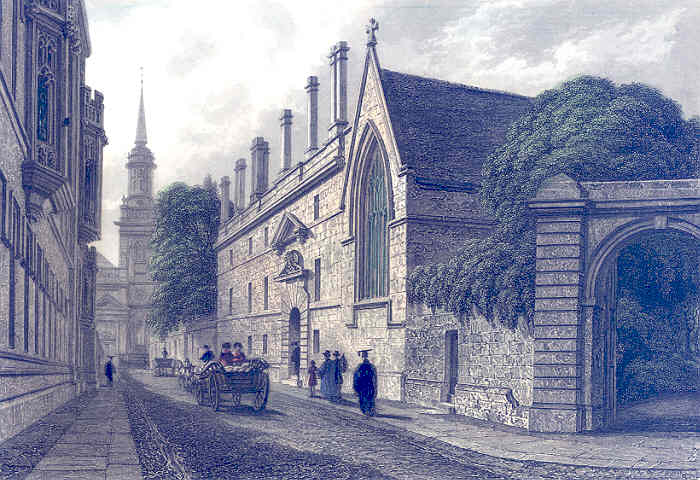
一副1837年的铜板画上显示帕尔多的更改

耶稣学院的正面在最近数年里清除了古代的青铜气，美化为现代的门廊。但是我谦卑地表达我自己的意见，认为小教堂东侧连续的窗依然荒唐地蒙受古代的分隔和竖立的窗框，与其它部分格格不入。我因此恭卑地建议用威尼斯式窗取代。

1768年到1802年任院长的约瑟夫·霍亚在1791年和1792年一共捐赠200英镑维修第一方庭。18世纪里许多老学院建筑被维修。1815年第一方庭原来的山墙被移除，加高了一层楼，在上面添加了与1733年和1740年间建成的宿舍一致的垛口。小教堂的墙增高，许多窗也被改变。在这次改建过程中建筑师约翰·纳西向耶稣学院提供咨询，但是他不要酬报，而是要求托马斯·劳伦斯为他画一幅肖像挂在学院的礼堂里。劳伦斯在纳西在伦敦的家里为他绘像，据劳伦斯的生平作者和艺术史学家利威的说法这副肖像“栩栩如生”。

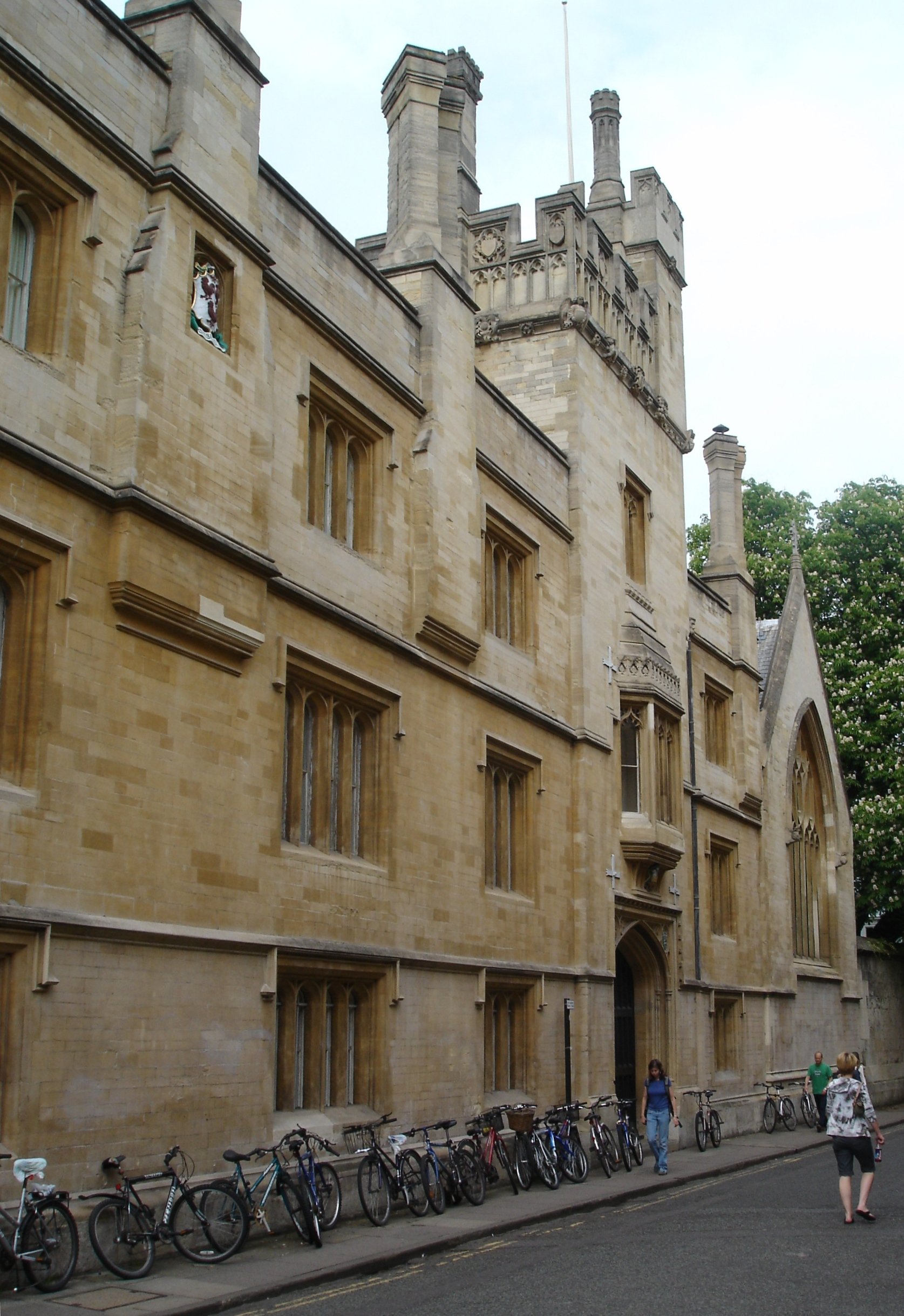
耶稣学院在特尔街的外表，1856年使用巴斯的石材重新覆盖外表，右侧远方是1636年的小教堂窗

1853年在巴克勒（1852年至1882年任学院建筑师）的指导下建筑物的南面被整修，1856年特尔街的外面使用巴斯的石材重新铺饰，与此同时大门的上方建造了一座塔。这项工程的总经费为3349英镑。帕尔多18世纪的更改被去除。1856年《绅士杂志》赞扬巴克勒“抵挡时髦”保持15世纪风格。维多利亚建筑评论家豪威尔称巴克勒的工作“为耶稣学院建造了新的美丽表面，体现除牛津学院的审美观”。诗人约翰·贝杰曼说埃克塞特学院对面的学院是哥德復興式建築的“好榜样”。与此相反的建筑史学家迪亚克评论说巴克勒在特尔街上的另两座学院重修后也做了重修，说巴克勒的学院哥特式风格“完成了特尔街学院正面的重修工作，使得这条街变的没有生气地一致性，这是这条街过去没有过的”。阿克尔写道“一些最可怕的哥特复兴式建筑”群集于特尔街两侧。1891年当时的副院长托马斯写学院的历史时写道这些重修工作“被公认非常好”，但是有些任认为“过去的雅各布式大门与当地的学院建筑风格更和谐，更适合位于一条窄小的街上”。2000年学院表面的石头被清洗，与此同时特尔街入口的门房重建，为守门人提供更好的办公室、为学生提供各自的信箱，以及提高整个宿舍的保安。1896年在方庭中心添加了四块草坪，四条石板路交叉在草坪中心，取代1662年以来遗留下来的乱石。
建筑史学家尼古拉斯·佩夫斯纳描写第一方庭“小巧玲珑，尤其因为它不同的风格”。他说南侧部分伊麗莎白式建築和普莱斯后建造的部分雅各布式建筑连接在一起，其区分尤其在市场街的一面“显而易见”。他指出第一方庭的窗是伊丽莎白式的，它们有竖立的风格和拱形的入光口，是对称的，而礼堂的窗则是哥特式的。历史学家[约翰·朱利叶斯·诺里奇写道第一方庭“奇异可爱，部分因为它的大小，部分因为它含有一些小的怪癖”，其中包括从入口到礼堂横跨方庭的弯曲小径。但是建筑师和设计家休·卡森却认为这条“弯曲不轴心的小径”是学院最古怪的特征。第一方庭的所有四个边都是一级登錄建築：北面的宿舍和小教堂、西面的礼堂和东面和南面的建筑物。

### 小教堂

#### 建造和装饰
小教堂是在鲍威尔任校长（1613至1620年）时开工的。小教堂一直到1921年塞沃尔上任院长完工。1921年5月28日牛津主教主持举办启用仪式。礼堂里的塞沃尔肖像显示他拿着一卷写有“塞沃尔的牛津耶稣学院小教堂设计”的纸，来说明他是小教堂建造的主要捐款人。小教堂有四扇面向方庭内院的垂直式窗。1633年小教堂里添加座位，1636年它在两个方向扩展。向东小教堂一直扩展到特尔街的边上，在这里添加了一扇新窗，原来的窗转化成一座拱；向西入口被继续向西推。这次扩建的最终费用为211英镑，其中南威尔斯蒙茅斯郡的威廉爵士支付了200英镑。
建筑史学家贾尔斯·沃斯利描写小教堂为哥特复兴式的一个典例，而不是哥特式遗留，因为在这个情况下建筑师特意选择了一个已经过时的建筑风格。在当时古典主義建築已经被公认为“唯一可接受的建筑风格”了。窗分七节，上面有个五枝的花形窗饰。小教堂是17世纪前半叶牛津大学和剑桥大学故意选择哥特式而不选择古典主义的建筑之一；其它例子包括牛津林肯学院的小教堂、牛津大學瓦德漢學院小教堂的窗和礼堂的顶和剑桥大学圣约翰学院的图书馆。该图书馆是1624年建造的，它故意选择了哥特式窗因为“一些评选官”偏向老风格，认为它“更加适合这样的建筑”。类似的，1908年艺术家和史学家艾梅·瓦兰斯写道哥特式建筑虽然已经“病入膏肓和死到临头”但是依然“盘留已久”在牛津大学。他补充道耶稣学院和瓦德漢學院的小教堂以及1640年建成的基督堂学院礼堂“雄伟”的扇形拱顶入口都是“当时最令人敬慕”的建筑。基督堂是在格洛斯特座堂回廊使用扇形拱顶后几乎300年建造的。牛津少数内战前的古典主义建筑物有威廉·劳德建造的坎特伯雷方庭和一些大门，比如牛津大學植物園的大门。在剑桥这样的例子更少。不过不是所有人都赞美耶稣学院的小教堂。古董收藏家和文献收藏家拉舍莱斯 在1821年写道“除了说它是由威尔斯贵族私自捐款建成的外，任何其它说明都将是残酷的”。
圣坛长5.03米，宽6.93米，小教堂的主堂长16米，宽6.7米。1648年弗朗西斯·曼塞尔在他的清单里记载一名叫列维斯·罗伯茨的伦敦商人捐赠了“数百块白色和黑色的大理石……被用来铺在小教堂的上方”。这些石头是什么时候铺到地上的不明，在1864年修复的时候一些被移除，其它的还保留至今。橡木讲坛是17世纪初制造的，覆盖有长方形压制面板。小教堂楼顶西端有一钟楼，它的东西两侧有三叶状的开口，另外的两侧有三叶状的装饰。这座钟楼是约1915年建造的，用以取代一座过去类似形状的钟楼。

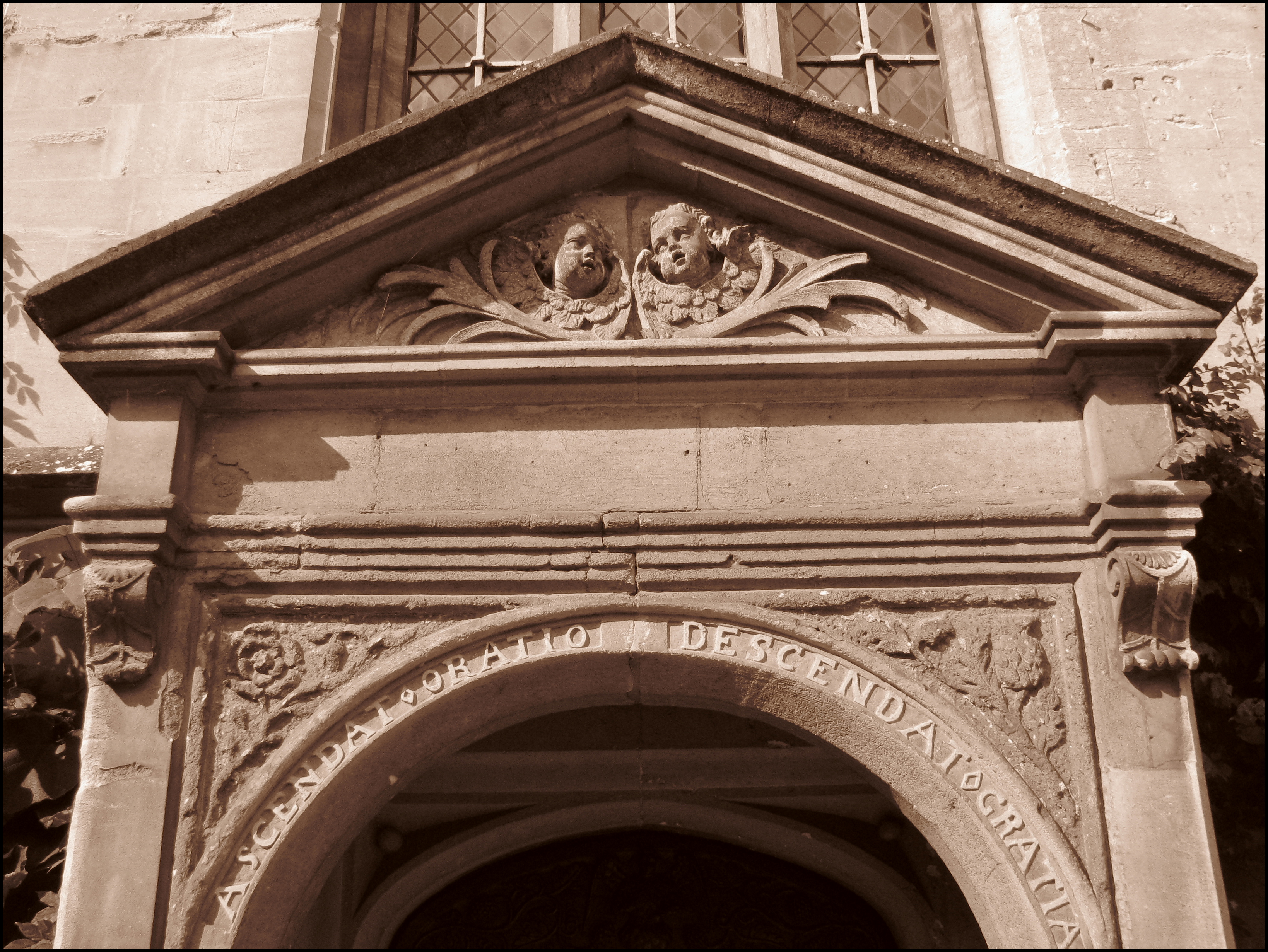
小教堂入口上方的山形牆面

1636年小教堂扩建时它的门廊移动到今天的位置。门坊和石柱的上头被改变。门拱把上方的门框分成两部分，左侧刻有一枝玫瑰，右侧刻有一枝蓟。玫瑰和蓟分别是英格兰和苏格兰的象征，英王詹姆士一世1603年登上英格兰国王王位后开始在他的徽章上使用这两朵花。模压支架支持柱頂。柱顶上的三角楣饰里刻有棕榈树叶和小天使的头。门拱上的拉丁语铭言为（“祈祷升天，神福临凡”）。小教堂扩建时原来的入口被盖住，一直到1869年覆盖的石料被翻新的时候才被重新发现。
从1686年到1712年任院长的爱德华兹生前花了1000英镑装饰小教堂的内部，尤其是神坛部分（东端），1693年他还添加了一块屏风把小教堂的主堂和前厅（西端）分开。屏风上有从1661年到1673年任院长的詹金斯的紋章。到1899年为止还有塞沃尔的纹章。1899年在前厅里装风琴的时候塞沃尔的纹章被移到门上（有人说几乎不可见）。今天的风琴是1994年装设的。屏风有椭圆形的空——佩夫斯纳评论说它显示了17世纪后半页“空洞雕刻的重要性”。添加屏风后一直到19世纪中小教堂里基本上没有更改，只有一些物件捐赠比如一张青铜桌和两把银烛台。

#### 维多利亚时代的更改

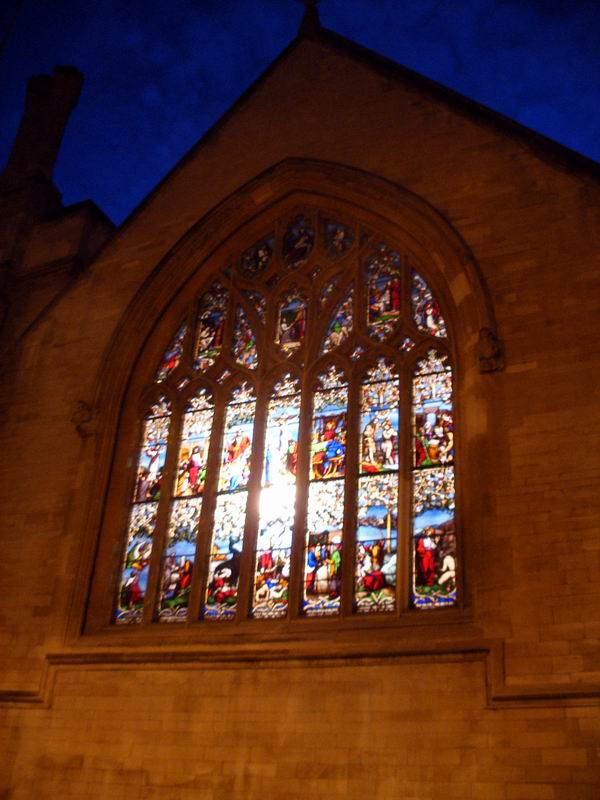
从特尔街看1853年安装的花窗玻璃

1853年院长、院士和大多数住宿学生一共为小教堂东侧的花窗玻璃捐献了350英镑10先令。花窗的最终价格为399英镑。花窗上表达了不同圣经故事，其中包括耶稣三次起死回生的故事。花窗上还有成对的旧约和新约故事来体现它们之间的预表关系，比如逾越節与最后的晚餐、約拿从鲸腹逃生与耶稣复活、和以利亞升天与耶穌升天。佩夫斯纳称这副花窗为“拥挤、有点阴沉，有许多小图面的作品”。在花窗装置以前东侧的窗前挂着一副圭多·雷尼画的《圣米迦勒战胜龙》。花窗装上后这副画被移到前厅；前厅里装设风琴后它被移到圣坛的南墙上。2000年面向特尔街的石墙被整修的同时花窗被取下和清洗。
1863年6月15日当时的院长威廉斯和院士决定对小教堂进行翻修。这个计划的主要支持者之一是当时的副院长，他希望通过这次行动把学院推向安格鲁天主教的方向，但是最后他没有成功。乔治·埃德蒙·斯特里特被任命为翻修建筑师，他几乎拥有完全自由。1863年他对学院的财政官说小教堂“虽然已经很老了但是风格很好”，“除了墙和屋顶的老修饰外对它做任何其它更改”都将是“不可饶恕”的。但是后来他却说里面的家具“不协调”，座位“极其不舒服，下跪根本不可能，坐下简直就是苦修”。1864年斯特里特完工，总费用为1679英镑18先令10便士。圣坛的拱顶被扩大，原来位于拱顶两侧的塞尔韦尔和曼塞尔的纪念碑被移动到圣坛的北墙上。除了隔开前厅的屏风和讲坛外所有木制的家具和装饰都被移除，小教堂里装了新的座位和在主厅里装了新的木板覆盖。祭坛的后面装了一块石头的屏风，不过斯特里特原来的设计没有被批准，他必须对原来的设计做更改。最后装设的屏风由三块大理石板组成：中间的显示耶穌被釘十字架，右侧的显示耶稣扛他的十字架，左侧显示耶稣跪在圣母玛丽前。祭坛由一块花岗岩平板组成，由六根花岗岩柱子支持。

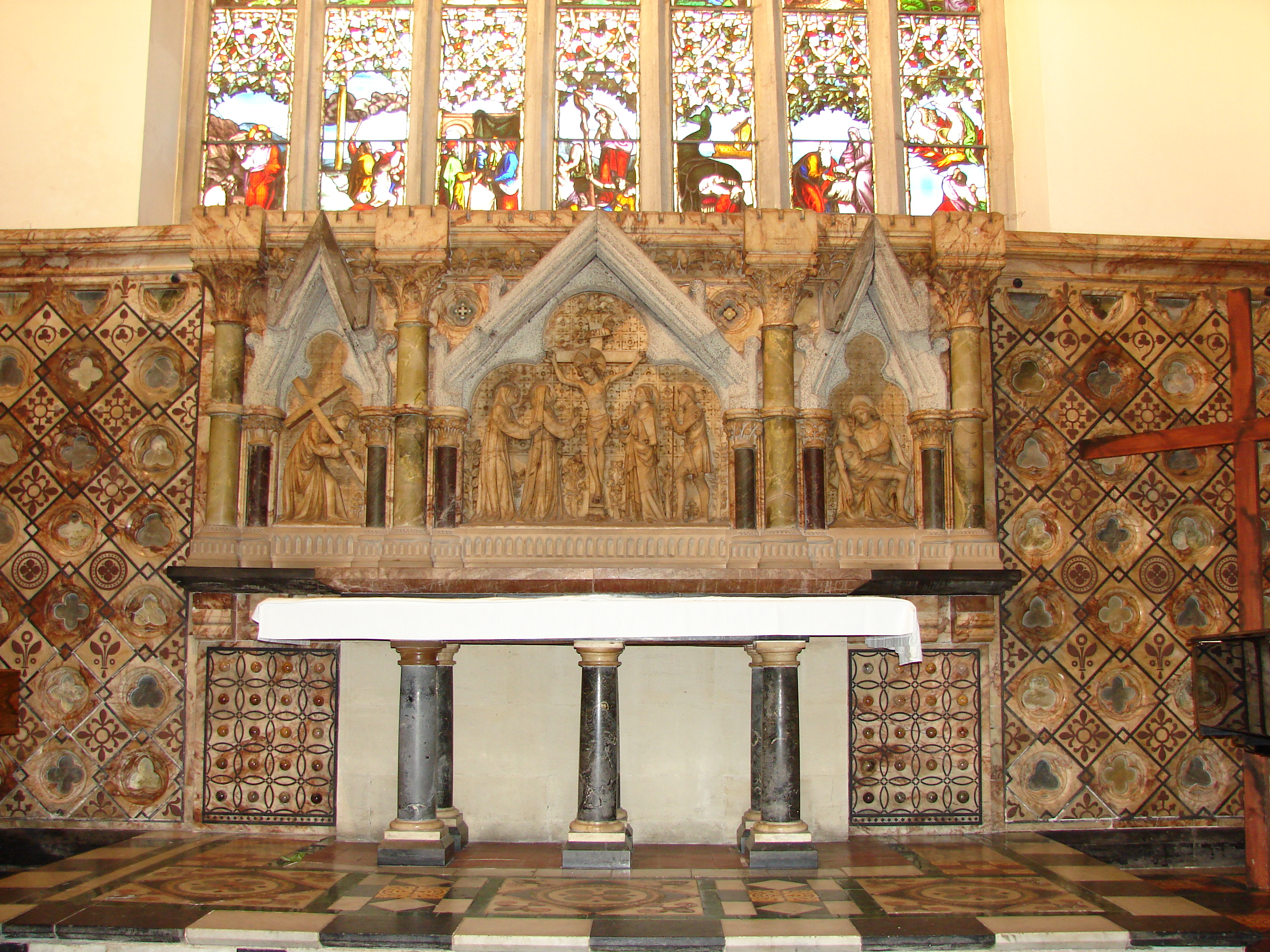
1864年设置的祭坛屏风

对这次改造的评论不同。1864年10月21日《建筑新闻》报道说改建已经接近完工，其“性格非常开朗”。报道说新拱顶“漂亮”，“极好地”承托了东边的窗，“其它改善”包括“漂亮的屏风”和“极其美丽”的大理石、雪花石膏和水泥花砖地面铺设。托马斯说就改建的好坏有两种不同的意见。但是“毫无怀疑”扩展拱顶是一个过错，因为“它永久性地把建筑的比例减小了”。他说新的木工家具“本身不错”，但是与前厅屏风造成“太强烈的对比感”。哈迪也持批评态度，称这次工程“计划错误”。他抱怨雅各布时期的木匠家具被太廉价卖掉了，说它们被“无情地拆下，过路人唱支歌就给卖掉了。”他说祭坛屏风“有点俗气”。大约与此同时有人评论说小教堂“美丽”的雅各布时期内部装饰被“摧毁”，牛津“差点蒙受其它不可挽回的损失”。诺维奇说改修“有好的个别细节”但是“可悲的是破坏了它的性格和气氛”。
与此相反的佩夫斯纳称祭坛屏风“非常可爱”。一名20世纪的牧师说屏风白色和棕色的大理石看上去像“咸牛肉”，因此把它用帘子遮住。有人听到貝傑曼在引导一群参观耶稣学院的人说祭坛“可贵”；他还写道小教堂“可爱的经典屏风”“无论如何幸存了可怕的改修”。1994年装设新风琴的时候风琴的制造者认为祭坛周围的帘子和中心过道上地毯有碍小教堂的声效，因此它们被移除。尽管斯特里特在牛津建造和改造了多座教堂但是在牛津大学这是他获得的唯一一个项目。斯特里特的儿子写他父亲的传记里说这可能是因为他父亲“非常果断地坚持哥特式早期的风格，以及很强烈地争论牛津已经有足够退化的形式，应该转向向纯粹的早期格式。这可能把当权者吓跑了”。卡森虽然说维多利亚时期的小教堂和学院其它部分“大多数相当暗淡”但是“坚固的座位和它们平坦叶子形状雕塑的扶手自有特性”。

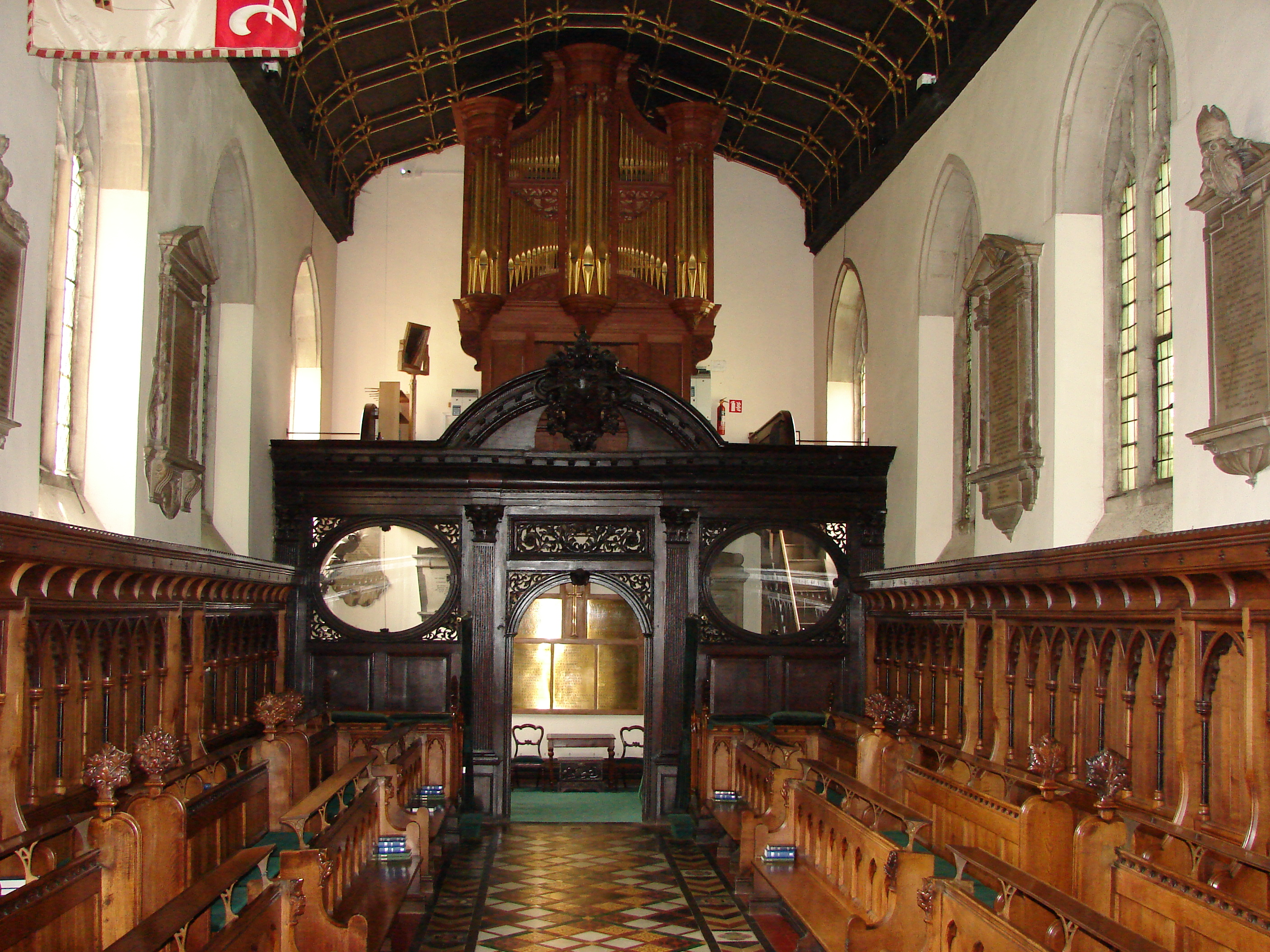
面向西方的小教堂内景，1994年装设的风琴位于1693年添加的屏风上

被斯特里特移除的木家具以名义金额卖出，唯一的条件是它们只能在礼堂、小教堂或者图书馆里被使用。一些这些家具最后沦落到伦敦东部沃爾瑟姆斯托森林学校的图书馆和小教堂。虽然斯特里特向学院报告说祭坛栏杆上的雕刻是小教堂里唯一有价值的木工，他还建议把它们和前厅的屏风及其附近的座位一起使用，但是最后这些栏杆还是被移除了。一些木家具被转移到安格尔西岛波德登的聖埃德恩教堂。该教堂从1648年一直到1920年威爾斯教會被解散位置一直与耶稣学院有联系。一些木板被重新使用在学士图书馆里（第二方庭）；其它一些在波德登被重新使用的木板也来自学院，但不是显然不是来自小教堂，因此可能来自一条不再被使用的图书馆长廊。

#### 纪念碑
小教堂里有一些纪念前院长的纪念碑。除移到圣坛北墙上的塞尔韦尔和曼塞尔的纪念碑外还有八位前院长的纪念碑。塞尔韦尔的纪念碑是少数牛津刻有跪着的人像的纪念碑。四扇花窗玻璃分别纪念院长托马斯、威廉斯和吉尔伯特森，以及一名1878年在一次海难中丧生的前学生。两次出任英国首相的哈羅德·威爾遜在1930年代里是耶稣学院的学生。1995年他死后他的寡妇把他的嘉德勋章丝带捐赠给学院，今天挂在小教堂的南墙上。过去小教堂里有一尊托马斯·爱德华·劳伦斯（更知名的是他的外号“阿拉伯的劳伦斯”）雕像，这是一尊位于圣保罗座堂雕像的拷贝。劳伦斯曾经是学院学生，他毕业于1910年。

### 院长宿舍

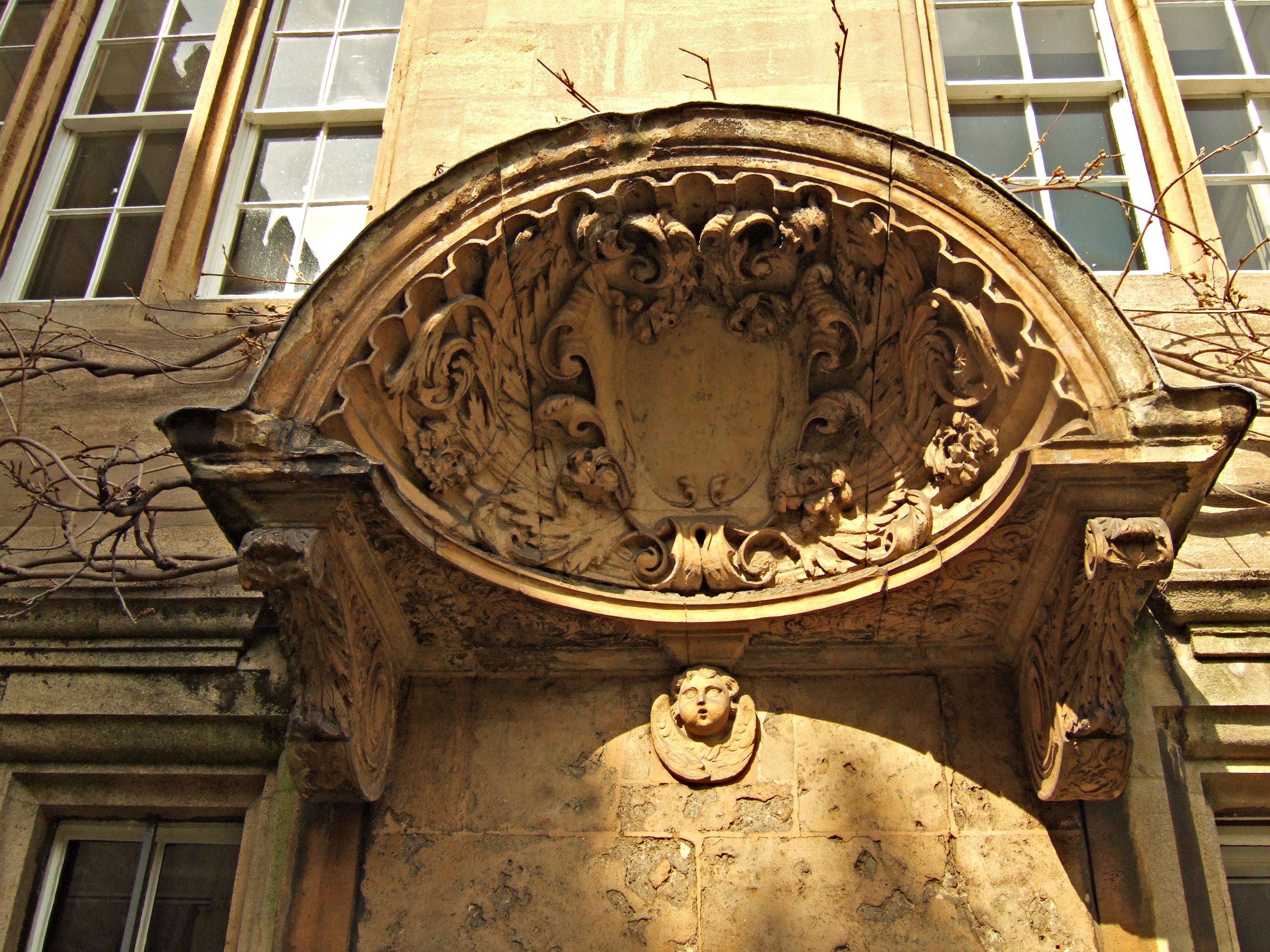
约1700年添加的宿舍入口上的贝形门檐

院长宿舍位于第一方庭北侧，小教堂（在其东）和礼堂（在其西）之间，是一座一级登錄建築。它是第一方庭里最后被建造的建筑物。塞尔韦尔在1621年到1630年间自己出钱建造了这栋房子其中有“一间非常漂亮的餐厅，装饰有优美雕刻的壁板”。迪亚克说“主房雕刻的木壁板设立了学院首脑奢侈的新标准”。佩夫斯纳评论说分三层的壁板上雕刻的椭圆是直立的， 而不是横躺的，“看上去即庄严又富丽”。1637年装置五间“书房”时宿舍被改建很大。大门上的贝形门檐是1670年到1740年间添加的。佩夫斯纳认为它是在1700年左右添加的。佩夫斯纳和卡森两人都说它“美丽”。它的内部精心雕刻为象形繭和一颗小天使头。卡森称它是学院里“最好”的雕刻。宿舍正面原来的山墙在1733年到1740年间被拆除，被垛口取代。
1802年约翰·纳西计划改造院长宿舍。他的计划没有立刻被采纳，1884年加造北翼的时候他的计划被部分实现。这个改造后来改建成学生宿舍。1884年宿舍的西侧添加了一扇凸出窗，俯视第二方庭。1927年到1935年间院长宿舍表面的覆盖石板被大部分取代。

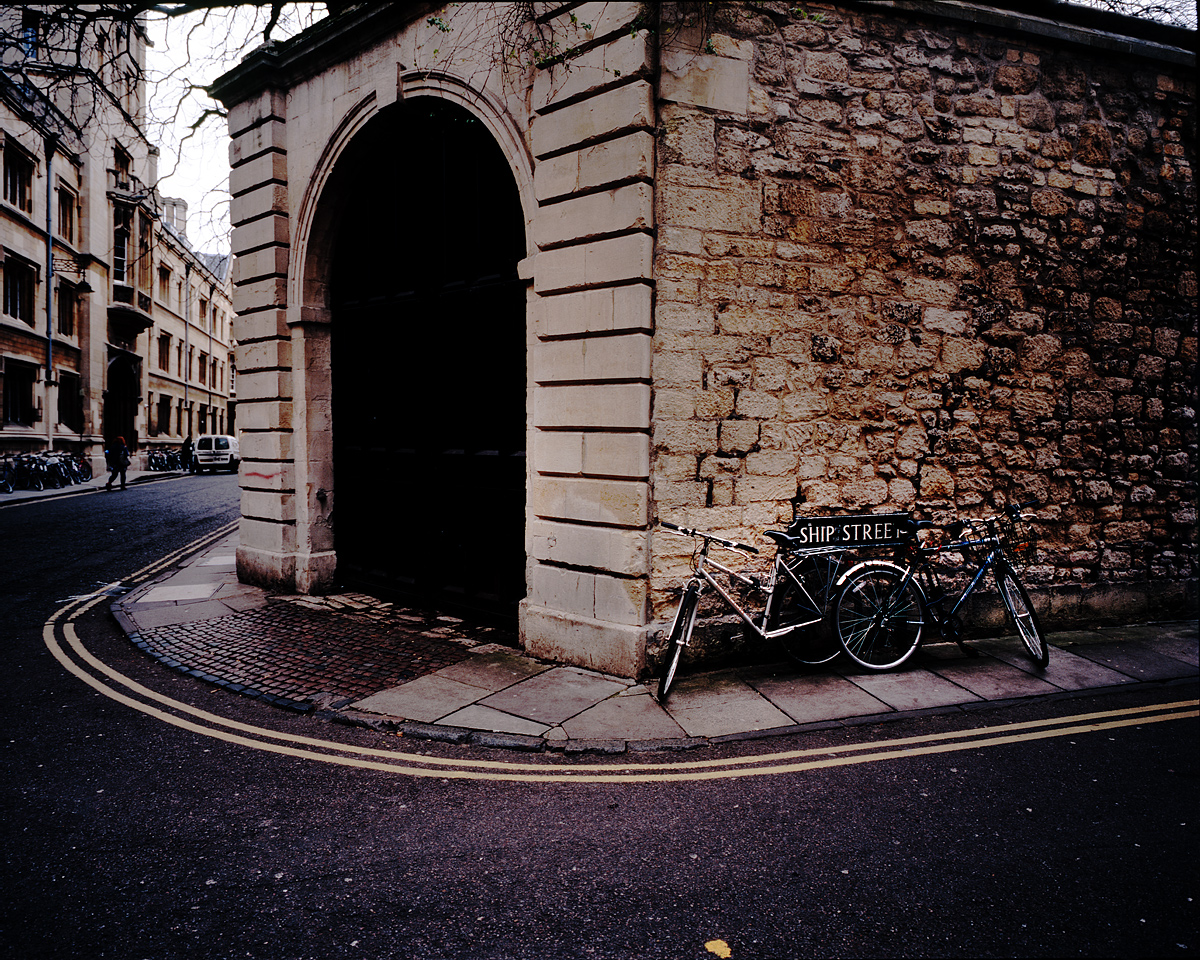
特尔街和船街交叉口的门洞（1824年建造）

1654年迈克·罗伯茨为院长时学院的记录里有建造一座舞厅的支出。这座舞厅位于院长花园的西侧，在一座外屋、马圈和花园的墙之间。在17世纪里学院们往往在其周围添加舞厅、保龄球场地和小树林，这样本科生可以在他们的教师严厉的眼前消闲，而不是去酒店里追求被禁止的欢乐。1757年院长托马斯把舞厅的地方合并到宿舍花园并在那里加造了一座车库。通过特尔街和船街角落上的入口马车可以沿花园北侧的车道到达车库。
在1675年戴维·洛干的学院的铜板画上可以看到花园和舞厅，“花园可爱吸引人，上面的笔直的小径和茂密正式的花坛”。1826年花园被修缮，在特尔街和船街的角落上建造了一座门洞。1884年花园的西头因为宿舍扩建、东头因为建造自行车棚和车库被缩小。从小教堂北侧沿特尔街和船街到花园北侧的墙是二级登錄建築。

### 礼堂
和小教堂一样礼堂主要是1613年到1620年间在鲍威尔任院长时建造的。鲍威尔死后不久礼堂于1620年完工。今天礼堂里的壁板、三张桌子和两张长凳还是鲍威尔时期留下的。礼堂长16.5米，宽7.6米，是一座一级登錄建築。不像传统给礼堂加热时使用开放的火盆在耶稣学院的礼堂里火炉设置在一座巨大的壁炉里。1634年礼堂里设置了一块屏风，其造价为3英镑1先令。佩夫斯纳特别强调该屏风“精心修饰的立柱”和楣上的龙，说它是牛津屏风中心四周使用L形的早期典范。诺维奇说屏风上的龙“相当可爱”，蒂亚克说它们强调了耶稣学院与威尔斯的联系：紅龍是威尔斯的象征之一。1637年添加了从第一方庭进入礼堂的石阶。17世纪里礼堂的内部做了更改。画有不同徽章的窗被移除，改成一扇凸窗。佩夫斯纳评论道“这些礼堂的窗和17世纪牛津哥特式的不同，只有埃克塞特（学院）礼堂的凸窗和它们完全一样”。

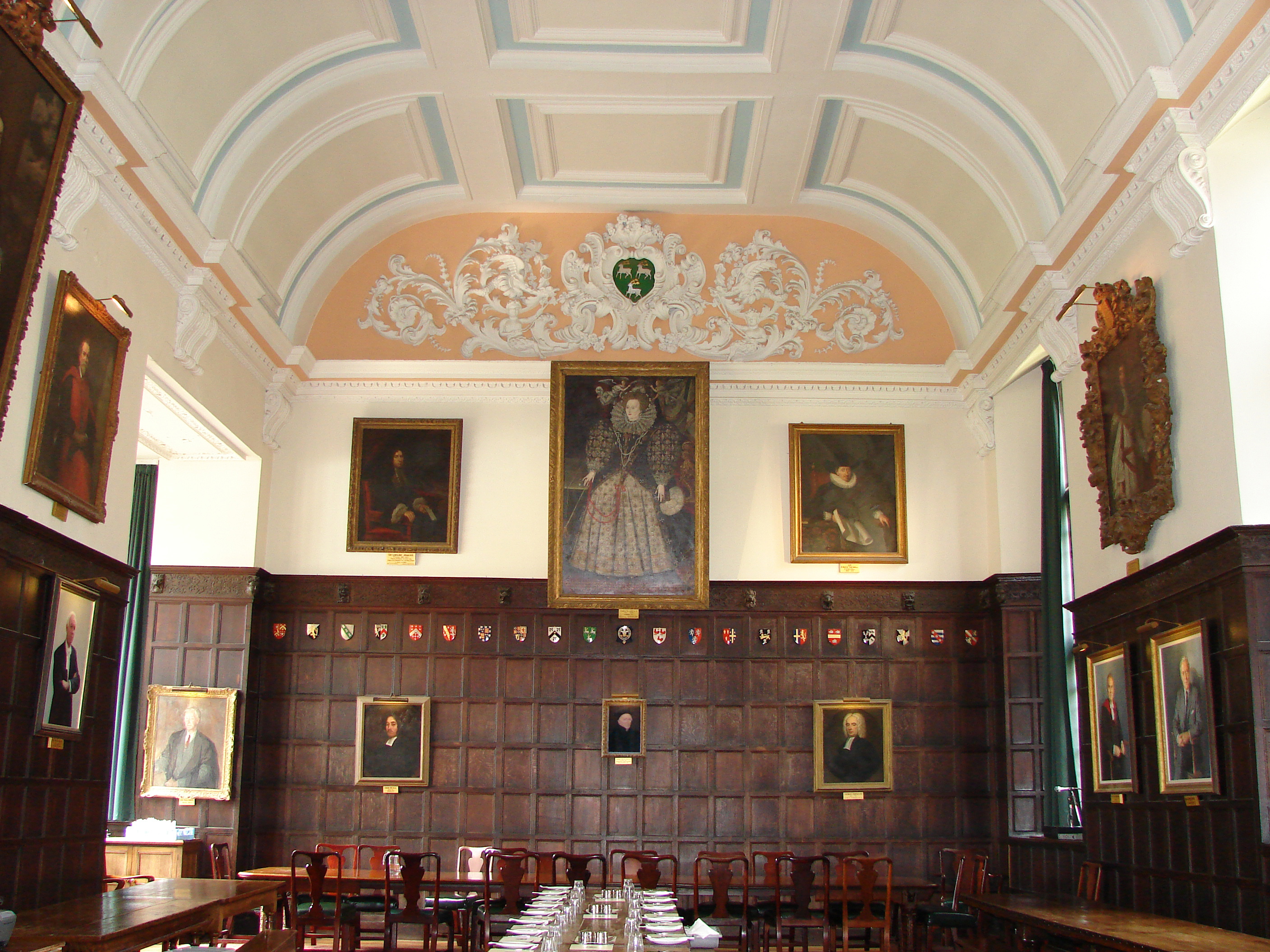
礼堂，建于约1613年至1621年，石膏屋顶是约1741年添加的

1741年和1742年礼堂内部进行巨大改造。原来的橡木横梁屋顶被石膏板覆盖，在原来的屋顶空间里建造了新的房间。这个项目的总支付为423英镑17先令4便士。1891年托马斯说添加石膏板屋顶和屋顶房间的原因是为了增加宿舍数量。他表示希望因为数年前宿舍扩大了，礼堂能够很快获得它过去的大小。他未能如愿，石膏屋顶被留下来了。但是2003年屋顶房间之间的墙壁被拆除，把它们改建成教室，改建还使得在教室里可以看到原来礼堂顶部的木结构横梁屋顶。佩夫斯纳描述1741年在北墙上添加的雕塑“大而丰富”。雕塑里显示了学院的徽章。蒂亚克强调天花板“生动洛可可式的石膏雕塑”。19世纪早期礼堂的东侧和西侧外表增添垛口，屋顶的石膏板被更新。1831年礼堂的外墙上装了一只钟。学院里有一个传统：考完整个学业最后一次试后学生在打开香槟酒瓶时瞄准这只钟，假如酒瓶的软木塞子打中钟的话该学生就能获得一等荣誉学位。1913年12月4日一场大火威胁摧毁礼堂，但是得以控制住。此后的重建在礼堂内部添加了一座阳台，其栏杆直接与1634年的屏风相联。礼堂里有一幅伊丽莎白一世的像，还有前院长和赞助者的像。礼堂里还挂有宫廷画家画的其他两位向学院捐赠的君主的画像：安东尼·范戴克画的查理一世和彼得·莱利画的查理二世。有人认为耶稣学院的礼堂是“牛津所有学院礼堂里最瞩目的”，因为它有“漂亮的壁板、严格的天花板和著名的肖像”。

## 第二方庭

### 扩展和内战

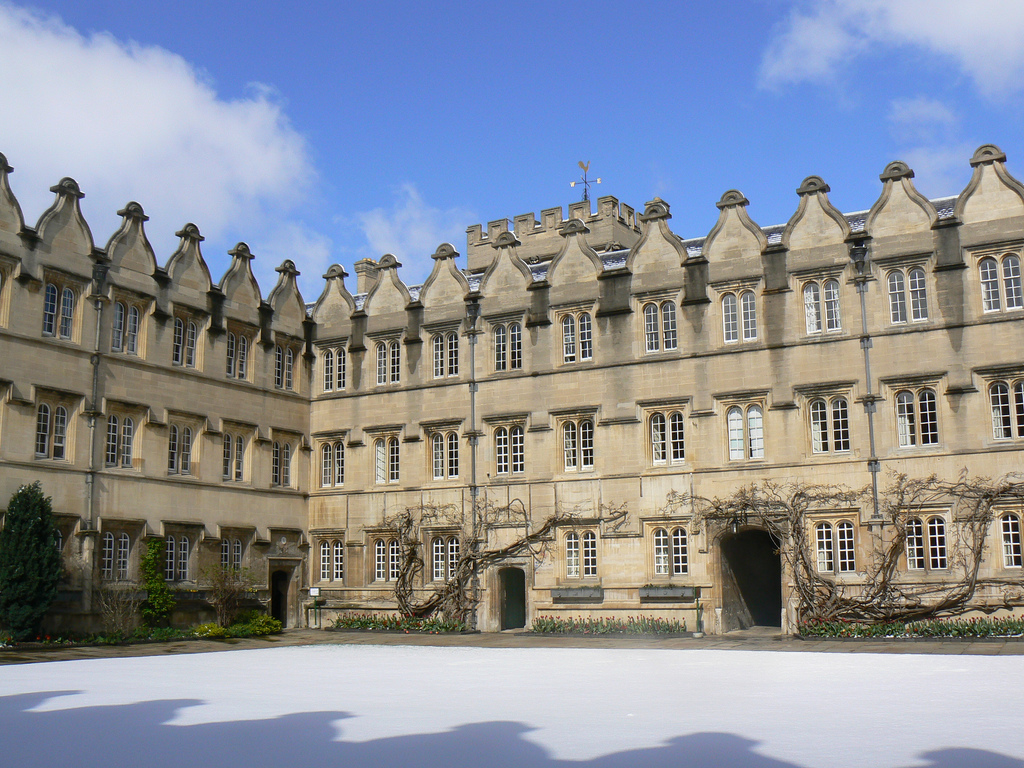
第二方庭的西北角，草地上盖着雪

1640年学院曼塞尔任院长时募捐了数百英镑来建造第二方庭。北侧和南侧的部分建筑当时就已经完工了。1638年曼塞尔化90英镑沿市场街买了一块地，后来第二方庭的西侧大部分位于这块地上。1638年学院还向市政府建议允许购买市政府沿船街的地来把整个方庭完整起来。但是市政府拒绝。曼塞尔的继任和传记作家詹金斯报道说曼塞尔已经有了足够的捐赠来完成第二方庭，包括在它的西侧建造一座图书馆。但是英国内战的爆发使得他的计划搁浅。1648年清教政府命名迈克·罗伯茨为院长后支持查理一世的威尔斯房客决绝交租金，使得学院“濒临破产”。学院“陷入……管理混乱”，1660年学院“情况恶劣”，蒙受了“十年贪污和就牛津的情况而言在革命期间相当独特的内部冲突”。1675年学院沿市场街获得更多地，1767年建筑工作继续。詹金斯在西侧建造了图书馆，这幢建筑1679年完工。学院购买了更多的地来补缺市场街和船街之间的空缺后，1688年到1712年任院长的爱德华兹建造了更多的屋子，其中包括专科生活动室，完整了内方庭。这个工程在他1712年刚死后完工。1736年专科生活动室里添加天花板和壁板，其总费用为52英镑4先令5便士。学院西侧的墙被向后推来扩大活动室的花园和提高室内亮度。墙壁的表面被使用新的石材修缮和修复，不过这都是小工程。
第二方庭比第一方庭大，长31.55米，宽28.80米。最晚从1695年开始方庭的内部铺鹅卵石，185年改为草坪。第二方庭的所有四个边都是一级登錄建築。佩夫斯纳描写第二方庭为“布局一致”，强调其“规则的窗拥有拱形的开口和窗檐形成连续的垛口”。荷兰式的窗有拱形的窗檐和半圆形的三角楣饰。诺维奇描写第二方庭“通过不断重复的复古山墙有一种强烈的统一感”，他补充说“我很感激凸出的角楼、窗口、烟囱围栏和东侧的钟中断单调性”。他指出第二方庭是1634年开建的牛津大学大学学院前面方庭的“复本”；他在描写大学学院是写道它有耶稣学院“同样的双叶窗、同样的三层楼上不断起伏的塑造和同样的形状奇怪的山墙”。蒂亚克也说第二方庭的山墙“显然受影响”于大学学院。作家赛蒙·詹金斯说第二方庭拥有“熟眼的牛津都铎式窗和修饰的荷兰山墙，像威尔斯龙的牙齿一样排列在天际线上，旺盛的花盆为它增添姿色”。贝杰曼在描写第一和第二方庭时说它们从“各个方向看上去都像科茨沃尔德大厦”，补充说“耶稣学院清晰的设计和建筑的高度与方庭的大小之间的比例使得这些在细节上不突出的建筑物成为突出的建筑物”。19世纪的古董收集家罗利·拉斯切雷斯却描述山墙为“惨淡”，并要求把它们拆掉改成垛口，使得它们和礼堂的凸窗一样。他还说“整个学院需要被哥特化，也就是说把它改造成所说的格式。它是这个格式的好料”。卡森说第二方庭和第一方庭是“基本同样的混合”，但是开上去有点“狭窄和死板”。

### 院士图书馆

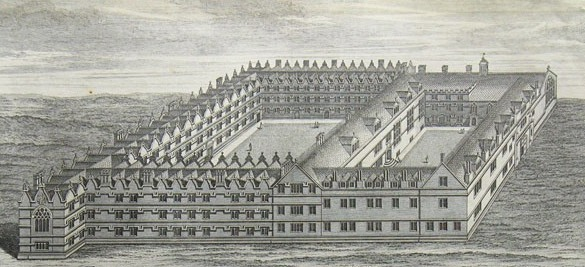
1740年画的从南侧看耶稣学院。第二方庭已经完工，在左侧，第一方庭在右侧。左下角的窗是学士图书馆的南窗

今天被称为院士图书馆的建筑部分位于第二方庭的西侧。它是167年建造的。当时的院长是詹金斯，他也是项目的资助者之一。它取代塞尔韦尔建造的第一座专门作为图书馆建造的建筑物。这座老建筑物位于礼堂西侧，今天第二方庭的北翼所在的地方。此前学院的书藏在厨房和食堂上面的房间里。塞尔韦尔的图书馆似乎建在一座带顶的走廊上，在它的上面还有学生宿舍。它后来“状态败坏”，1640年建造第二方庭北翼和南翼的时候被拆除。内战导致建筑工作停止了很长时间后，1675年学院沿市场街买了三块地，1676年和1678年第二方庭的西南角被建成，这次工程的总费用为1439英镑14先令13便士。
图书馆长20米，宽6.63米，位于一幢独立房屋的第二层，下面是学生和学士的活动室。它的结构基本上和早先塞尔韦尔的图书馆一样。1679年书籍被移到新图书馆。图书馆里的书架是约1628年造的。在早先的图书馆里它们就已经被使用了。它们上面有图案装饰。书架长2.1米，上面配有铰链连接的读书台。一些书被用链子链在书架上。后来不知什么时候链子被去除。但是到1765年为止还有买链子的记载。估计1691年图书馆内建造了一座藏书阳台。这座木板的阳台沿整个图书馆的东侧。“通过一架巧妙优雅的楼梯”可以走到阳台上。图书馆西侧有两层共九扇窗，东侧今天下层有六扇窗，上层有四扇窗（被阳台上的书架挡住）。图书馆的结构和一根露在外面的木头的位置使学者估计原来在西侧也有一座阳台。假如这里的确曾经有过一座阳台的话自从1800年图书馆重新布置后它就没有被使用过。它被拆除后可能随斯特里特改建小教堂移除的一些木具一起转移到安格尔西岛波德登的聖埃德恩教堂。其它一些小教堂里的木具被用在东侧的阳台上——一些阳台上的雕刻修饰与聖埃德恩教堂的一样。一些阳台的板显然被切割使得它们适合到它们现在的位置。其它的只是松松地配到今天的位置里，或者甚至上下颠倒，说明它们过去不是用在今天的位置。

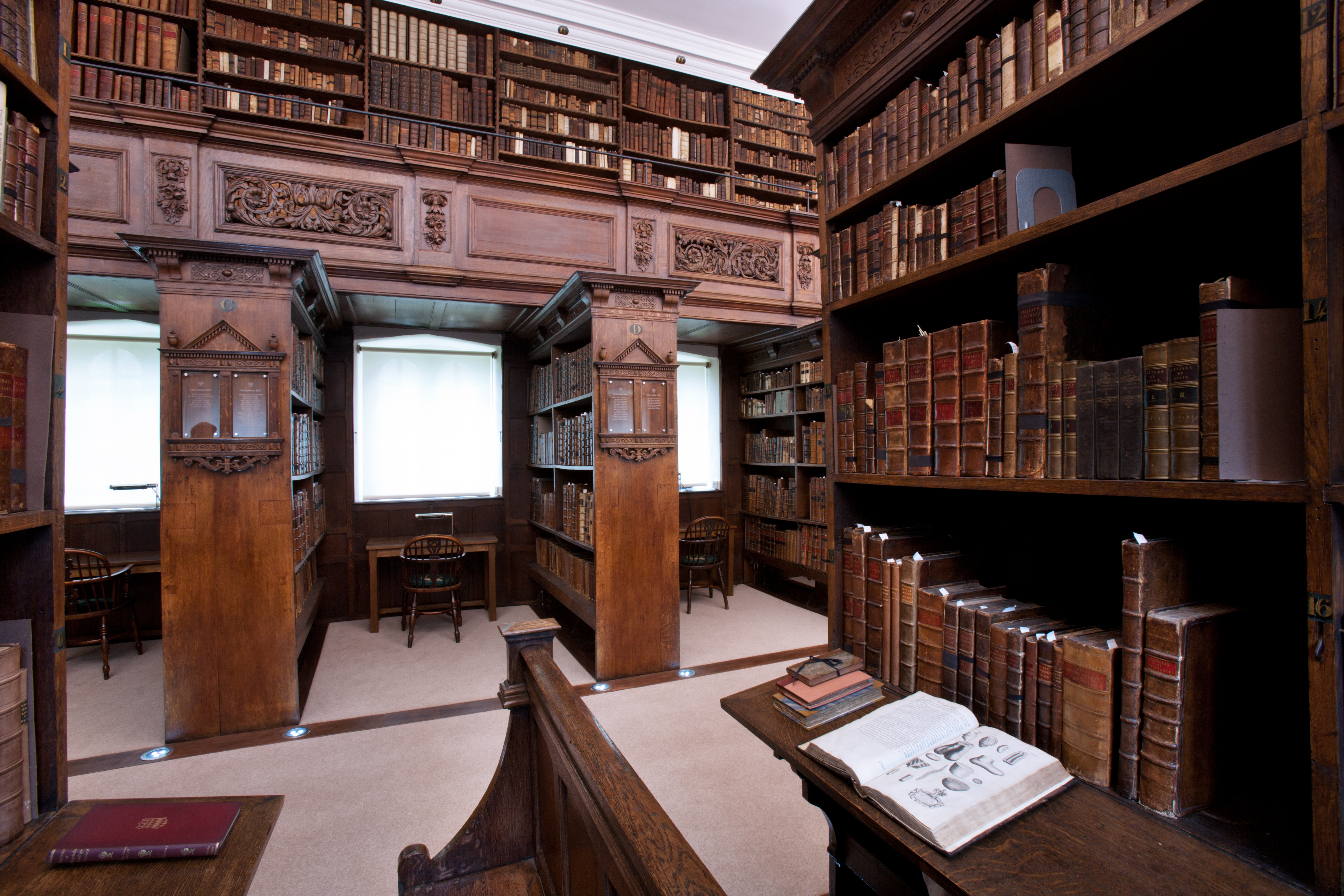
2010年图书馆内部

哈迪认为“假如它的顶是木头顶而不是一般的天花板的话它会称为最美丽的学院图书馆之一”。1914年本科生图书馆搬到方庭另一处后有人说耶稣学院学士图书馆是“牛津图书馆中最可爱的之一，也是最少被使用的之一”。图书馆南端的窗有四个入光空。佩夫斯纳强调尽管它的建筑时间它依然是哥特式的。赛蒙·詹金斯说图书馆是“一个喜悦”。贝杰曼1938年写道“木工、书的棕色皮革、清晰的窗和房间的狭长高达使得它称为牛津最不知名的景色”。
图书馆里藏有1.1万卷印刷的老书，其中许多学院收藏的罕见书籍，包括一本1545年印刷的腓力·墨蘭頓签名的《圣经》、许多学者和哲学家爱德华·赫伯特的写作以及17世纪印刷的罗伯特·波义耳和艾萨克·牛顿的作品。图书馆里还藏有托马斯·爱德华·劳伦斯（阿拉伯的劳伦斯）的本科生毕业论文，题为《12世纪末十字军东征对欧洲军事建筑的影响》。2007年学院募捐70万英镑对图书馆修复。图书馆屋顶漏，地板被真菌和甲虫入侵，此外图书馆需要添加暖气和紫外线灯光来帮助保护书籍。2008年弥补这些缺陷的工作和其它一些工作完工。

## 第三方庭

### 20世纪的扩展

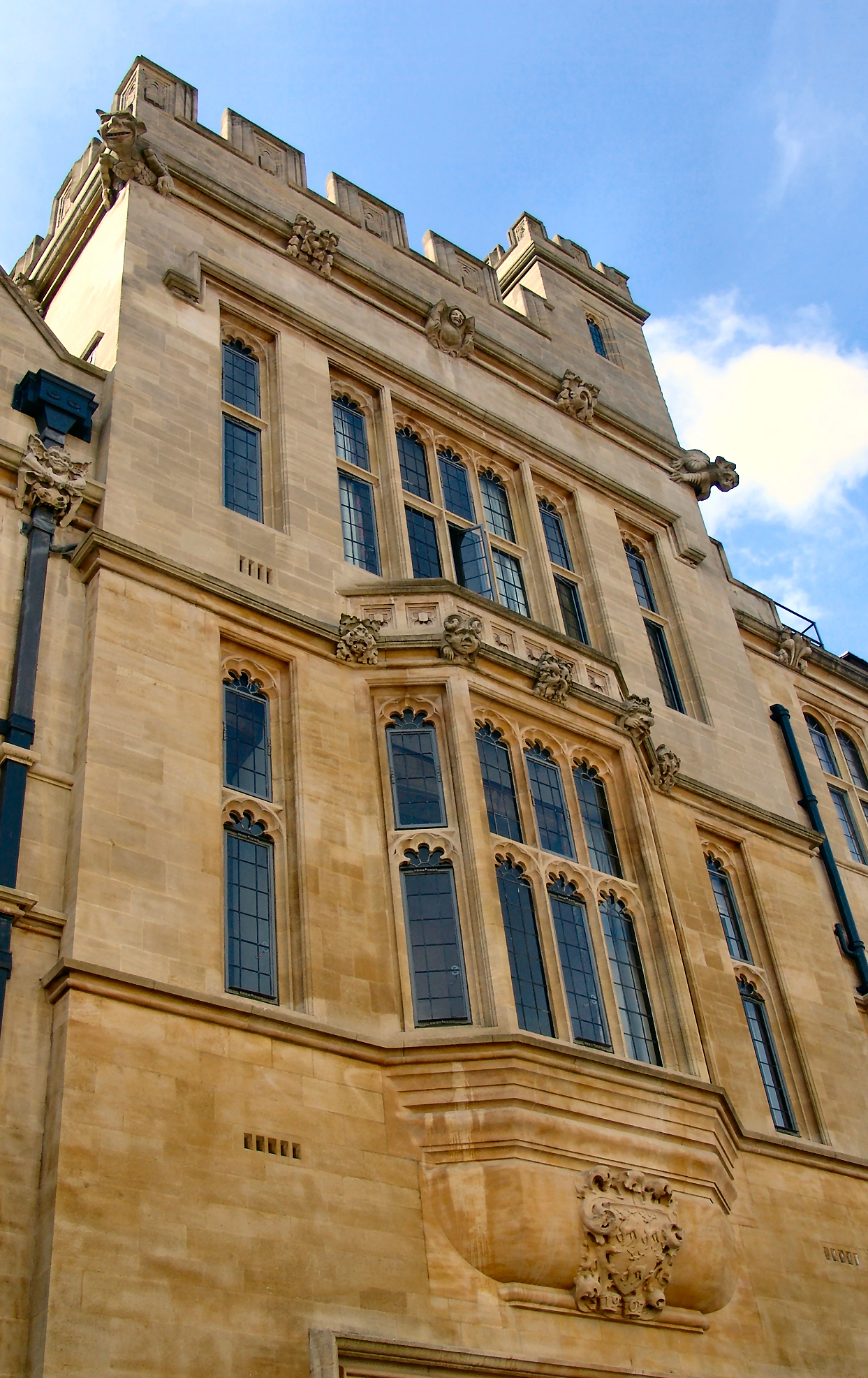
船街入口上的塔楼（1907年）

狭长的第三方庭位于船街上，在第一和第二方庭的北边，院长宿舍花园的西边。学院从它建立开始在这里就有一些地。18世纪时这里是学院马圈。1904年火灾后马圈和船街上的门洞被拆除。另一座属于学院的约80米长的房子在这次火灾里也受损。房子的一层楼租给牛津电灯公司——火灾就是在那里起发的，原因是电线过热——二层楼里是一个木匠的工坊和一家书店。这座房子也被拆除，此外学院看门人和学院管家的房子也被拆掉。一些被拆除的房子的石头后来用来另一座建筑。
1906年到1908年间船街上建造了取代老建筑的建筑物，实际上开始了学院的第三方庭。建筑物的设计师是学院自己的建筑师。建筑的石料吸取了过去的教训，采用比较耐风化的石料。这座建筑今天是二级登錄建築，有人评论说它保持了19世纪学院翻修后的中世纪外貌。但是也有人把这座建筑的设计描写为“几乎滑稽的‘传统’风格”。贝杰曼觉得它“暗淡”。卡森描写第三方庭是“一条狭长的庭院，四周是一堆19和20世纪的建筑，它们使劲想要使自己显得有意思”。这次工程一共投资13656英镑。建筑里有学院的科学实验室和一座新的大门塔楼，此外还有学生宿舍和一座学生的图书馆。1908年第三方庭内还建造了一座厕所和澡堂，它被戏称为“第四方庭”。到那时为止学生要洗澡必须使用他们房间里的锌澡盆。一直到1946年为止学院才开始在方庭的每个层楼装置浴室和洗漱间。1971年建造老学士楼时“第四方庭”被拆除。第三方庭里还有一间酒吧（位于实验室下的地窖里）、一间计算机房和学生洗衣设施。

### 实验室
从1907年到1947年被使用的实验室一共占三层楼。除了最后三年外从1907年到1944年任学院院士的物理化学家戴维·查普曼任实验室主任。它被关闭时是牛津大学最后一座由学院组织领导的实验室。实验室以前院长詹金斯命名。实验室进行的科学研究和教学（尤其在化学方面）称为学院学术生活的重要组成部分。实验室启用仪式的小册子里说近年里学院里的科学学科学生数量骤增，学院开办实验室可以帮助本科生的教育，以及把想在牛津大学继续深造的威爾斯大學毕业生吸引到耶稣学院。大学开始向学生提供集中的设施后学院的实验室没有必要了，1947年它被关闭。学院把实验室改建为学生和学士宿舍以及开办了一个凯尔特文化的图书馆。改造的总经费为2.5万英镑。

### 老学员楼和吧本科生活动室

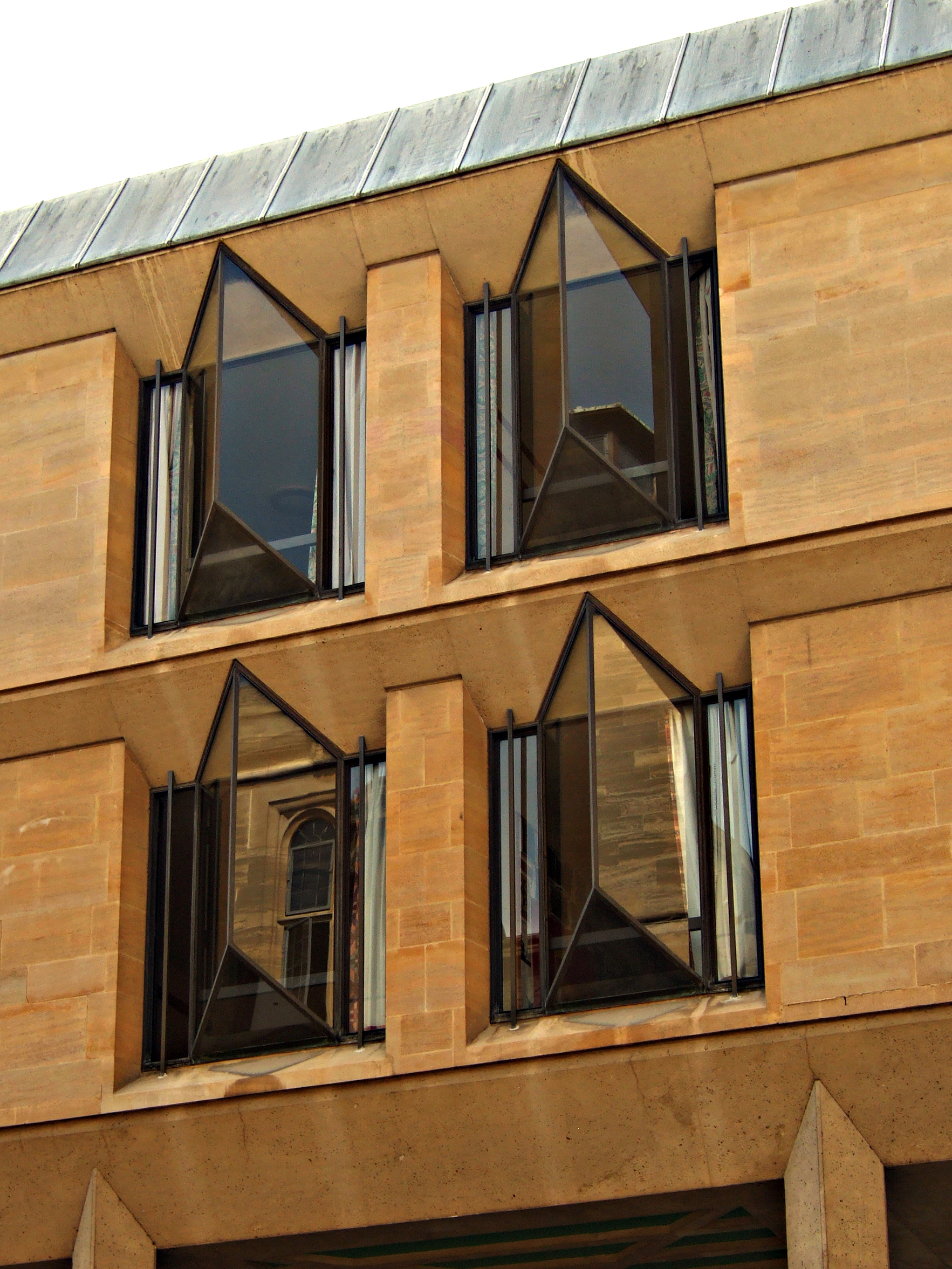
1971年启用的老学员楼的一部分

老学员楼里有一座音乐间、24小时宿舍和一些阅读室。它是1969年到1971年间建造的。这座楼是学院庆祝400周年成立时向老学员募捐建造的，1971年威爾斯親王查爾斯主持启用仪式。建筑设计时学院说“准备牺牲一些宿舍来换取建筑物的美丽”。其结果是一座和第三方庭的其它部分一样覆盖喷砂水泥的水泥建筑。一楼的一部分是位于谷物市场街上WH史密斯市场的后面，因此进楼的门位于二楼。寝室V形窗说是故意这样设计来“反应老建筑的复杂性”，以及来提高室内的视野。
佩夫斯纳对老学员楼使用的斜面设计不满。他写道楼的入口在对角的楼梯上，“对这座建筑来说典型”，以及建筑师“屈服于今天的斜面流行：斜面的背面、入口层楼斜面的外部支柱、上面两层斜面的基础”。他称之为“做作和时髦的设计”。蒂亚克说老学士楼是“粗野主义的”。诺维奇说它显示“对直角的反感，使得方庭正面看上去有良好的几何形式”。另一名批评家却说老学士楼通过“古怪和衍生的细节”过分想让自己“牛津化”，它的设计“充分使用了极小的面积”，在一个“单调”的转角建造了“一座生动和亲热”的建筑；批评家总结道，总而言之建筑的优点超过它的缺点。
1989年楼里添加了一间会议室，它以一名过去的院长命名。老学院楼通过一座桥（佩夫斯纳补充说“当然它是斜的”）与学院在船街上店铺上面的房屋相连。这些桥是1908年到1909年间添加的。佩夫斯纳强调“四座对称组合的山墙”。在谷物市场街上面也有一些学生宿舍，2000年这些宿舍的家具被翻新。
2002年，一个为时两年船街店铺上宿舍的翻修完工。最下面那层楼的屋子从学生和学士宿舍改建为新的本科生活动室，用来取代第二方庭里由于学生数量增高太狭小的学生活动室。新的本科生活动室比老的大一倍，它可以分成小屋子，也可以合并举办大的会议；此外活动室里还有一间厨房、学生委员会会议室和一间延申到屋顶平台的大玻璃窗房间。本科生活动室上的三层是新的学生宿舍。过去的那两间本科生活动室房间都陈放有战争纪念品，它们被转化为学会和会议室。

### 学士花园
学士花园位于第二方庭西侧的后部，专科生活动室的后面。通过专科生活动室或者通过第三方庭可以进入学士花园。它源于1683年花费3先令6便士建造的一座花园。当时它约30米长，3到6.1米宽。1735年通过收购更多的地把它的长度延长到约52米。今天它被其它建筑遮盖在阴影里。前学院文献管理员描写它为“仿佛高大建筑间的一条有铁门的隧道，在铺设的石板上散布着座位和桌子，一颗枝叶茂密紫色叶子的李树覆盖着花园”。

## 第四方庭
学院在市场街和谷物市场街的转角上拥有一块地，这里原来是一片商业建筑，2019年开始这里开始在商店上面建造一座新的方庭，里面有新的学生宿舍和和教学设施，计划这座建筑将于2021年学院450年建院周年时完成。

## 其它建筑

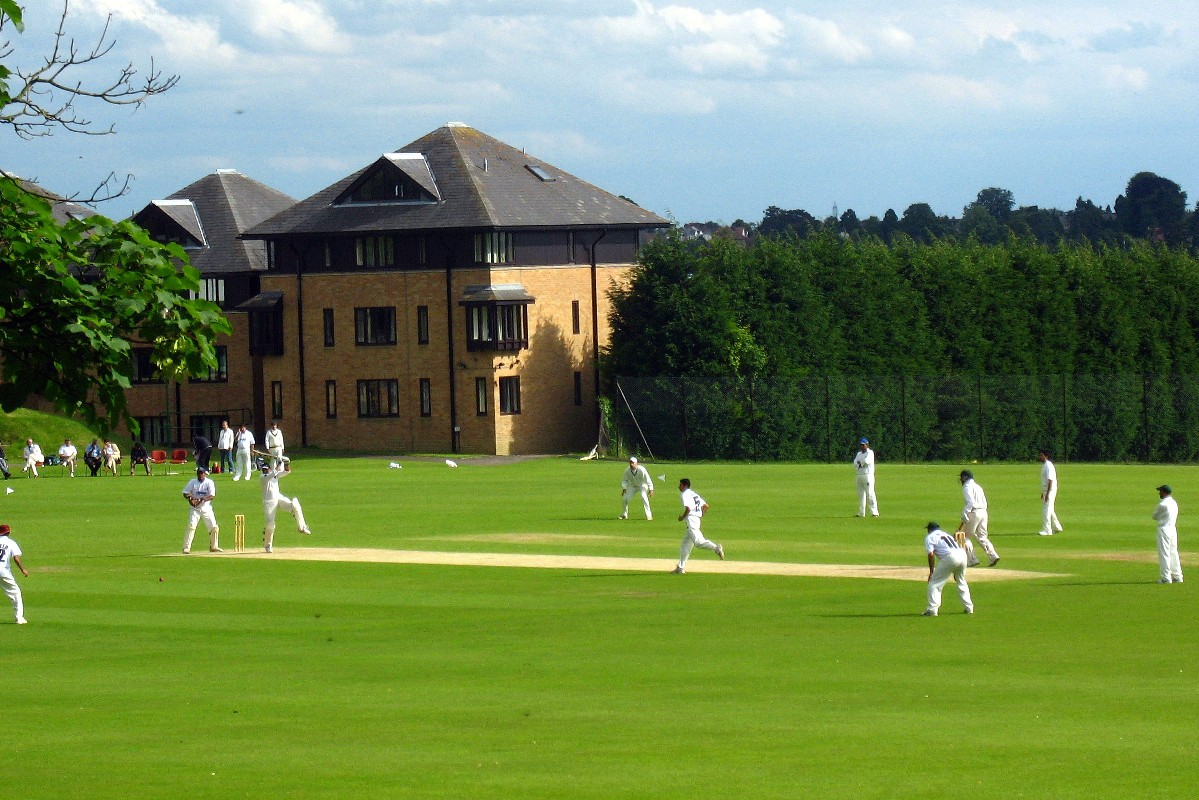
运动场上进行板球赛

1903年学院在牛津东部购买了10公顷地作为运动场。1905年的亭子于1995年被运动场对面的新亭子取代；老亭子今天被用作乒乓球屋，它的上面有一座有三个寝室的学生宿舍。1967年在运动场边上建造了第一座宿舍，1988年和1990年间又造了两座新的。1974年帕夫斯纳说这些建筑是学院新建筑里值得一提的。
2000年在体育场附近又建造了新的楼房，使得可以住在这里的学生数提高到135名。2002年有人在英國皇家建築師協會会刊上赞扬这座新建筑“细节分明”和“构局丰富”；他说“有条理的空间……使人回想起传统学院方庭是如何给予当时还是全新的大学的意念一个建筑的体现”。他强调粗看这幢房子像伊丽莎白式，其中有一座庭院花园，“但是仔细看显示它的设计风格是当代的”；他写道“总印象是整个建筑精密，但是结合着实用的内在观”。但是他也评论道虽然里面空间很大，但是家具“看上去像一座高速公路旅馆”。

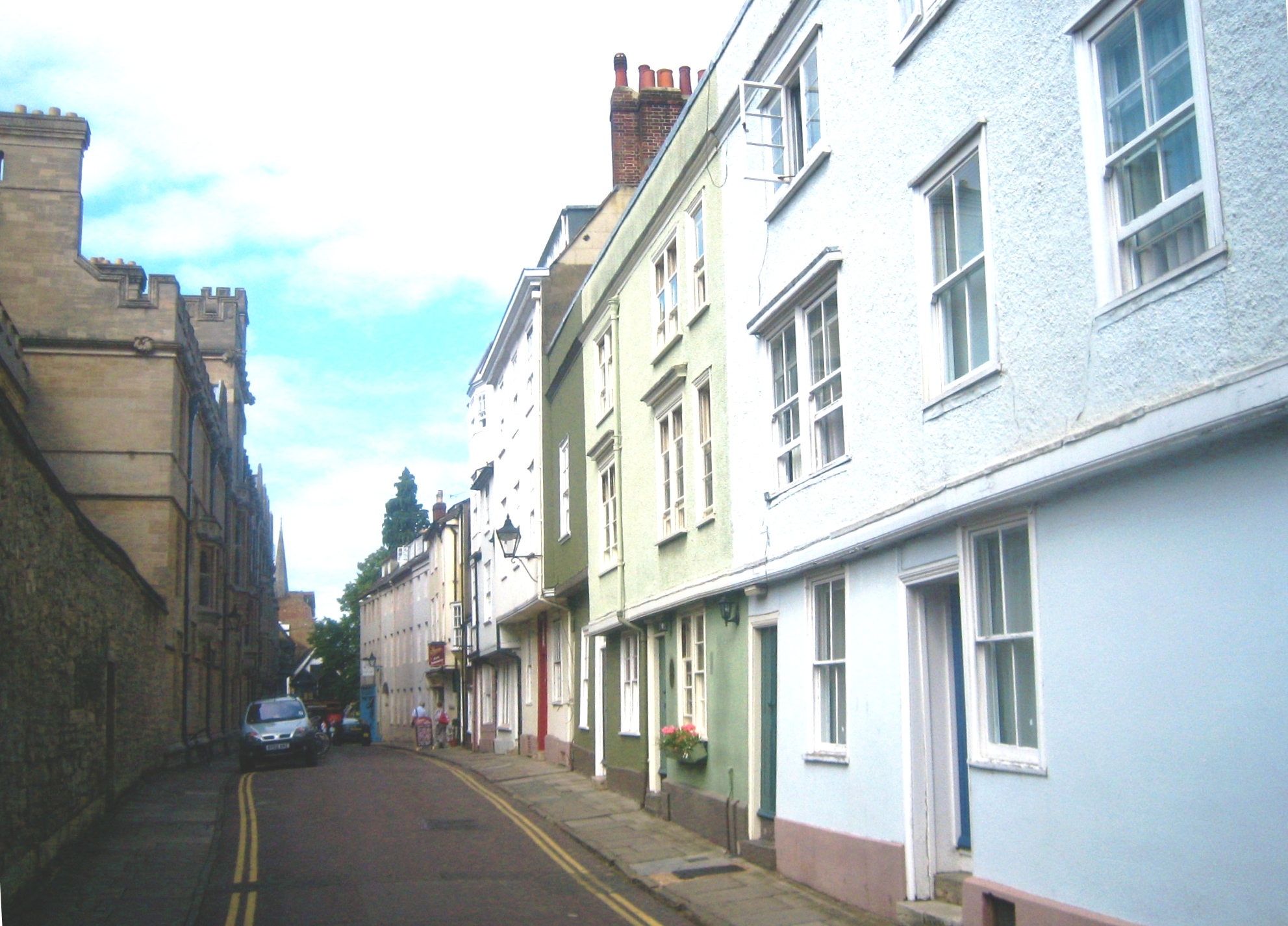
船街上的房子

一名名叫斯蒂文斯的老学员捐款使得学院1974年可以在牛津北部建造一座学生宿舍。1976年伊丽莎白二世为宿舍举办启用仪式。学院在船街也有一些用作学生宿舍的房子。学院在船街上花费180万英镑还购买了另一座地基，并花费550万英镑把它建造成31间套房式学生宿舍和一座有100个座位的课堂和其它教学房屋。在这块地基上还有牛津城墙的一座菱堡，它是一座古迹。改建计划把棱堡内墙的曲线改造为一层楼接待室和高层楼宿舍的壁龛。2010年9月25日牛津大学校长彭定康为船街中心举办启用典礼。

## 书籍
- Airs, Malcolm. . 伦敦: Barrie & Jenkins. 1982. ISBN 978-0-09-147831-5.
- Allen, Brigid. . The Jesus College Record. 1995–96: 69–73. OCLC 316823249.
- Allen, Brigid. . The Jesus College Record. 1998–99: 46–54.
- Allen, Brigid.  (PDF). Oxoniensia. 1998, LXIII: 105–124  [2020-01-28]. ISSN 0308-5562. （原始内容存档 (PDF)于2021-01-18）.
- Allen, Brigid. . The Jesus College Record. 2000: 59–69.
- Arkell, W. J. . 伦敦: Faber and Faber. 1947年. OCLC 876627.
- Baker, J. N. L. . Salter, H. E.; Lobel, Mary D.  (编). . Victoria County History. 伦敦大学历史研究所. 1954  [2020年2月6日]. ISBN 978-0-7129-1064-4. （原始内容存档于2012年10月28日）.
- Baker, J. N. L. . 伦敦: Oxonian Press Ltd. 1971. ISBN 978-0-9502164-0-9.
- Betjeman, Sir John. . 牛津大学出版社. 1979 [1938年首版]. ISBN 978-0-19-281273-5.
- Casson, Hugh (1988). Hugh Casson's Oxford. Oxford: Phaidon. ISBN 0-7148-2458-5.
- Casson, Hugh. . 牛津: Phaidon Press. 1988年. ISBN 978-0-7148-2458-1.
- Fordyce, C. J.; Knox, T. M. . Oxford Bibliographical Society Proceedings and Papers. V. 1937,. Part II: 53–74. OCLC 230708796.
- Hardy, E. G. . 伦敦: F. E. Robinson & Co. 1899年  [2020年1月28日]. OCLC 7961179.
- Lascelles, Rowley. . . 伦敦: Sherwood, Neely, and Jones. 1821年. OCLC 9735212. 原书里的页面没有数字，注释里的页数是网上版的页数：www.archive.org.
- Long, Derek. . The Jesus College Record. 1995–96: 46–57.
- Norwich, John Julius. . Publishers. 1985. ISBN 978-0-333-22037-5.
- Pevsner, Nikolaus; Sherwood, Jennifer. . . 耶鲁大学出版社. 1974. ISBN 978-0-300-09639-2.
- Royal Commission on the Historical Monuments of England. . London: Her Majesty's Stationery Office. 1939. OCLC 484745.
- Thomas, Llewellyn. . Clark, Andrew  (编). . 伦敦: Methuen & Co. 1891年: 364–388  [2020年2月12日]. OCLC 5249936.
- Tyack, Geoffrey. . Oxford University Press. 1998  [2020年2月10日]. ISBN 978-0-19-817423-3.
- Tyacke, Nicholas (编). . 牛津大学出版社. 1997年10月  [2020年2月11日]. ISBN 978-0-19-951014-6.